# Liste der Biografien/Le
Liste der Biografien |
Portal Biografien |
Personensuche
# |
A |
B |
C |
D |
E |
F |
G |
H |
I |
J |
K |
L |
M |
N |
O |
P |
Q |
R |
S |
T |
U |
V |
W |
X |
Y |
Z |
?
 
La |
Lb |
Lc |
Le |
Lg |
Lh |
Li |
Lj |
Ll |
Lm |
Lo |
Lp |
Lt |
Lu |
Lv |
Lw |
Lx |
Ly |
Lz
 
Lea |
Leb |
Lec |
Led |
Lee |
Lef |
Leg |
Leh |
Lei |
Lej |
Lek |
Lel |
Lem |
Len |
Leo |
Lep |
Leq |
Ler |
Les |
Let |
Leu |
Lev |
Lew |
Lex |
Ley |
Lez
Die Liste der Biografien führt alle Personen auf, die in der deutschsprachigen Wikipedia einen Artikel haben. Dieses ist eine Teilliste mit 679 Einträgen von Personen, deren Namen mit den Buchstaben „Le“ beginnt.

## Le

### Le A
- Lê Anh Tông (1532–1573), Kaiser von Vietnam

### Le B
- Le Baigue, Jim, britischer Jazz- und Improvisationsmusiker (Schlagzeug)
- Le Banner, Jérôme (* 1972), französischer KampfsportlerJérôme Le Banner (* 1972)

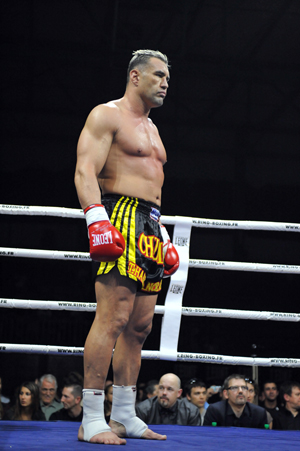
Jérôme Le Banner (* 1972)

- Le Barbenchon, Louis (1911–1980), französischer Filmarchitekt
- Le Bas, Damian (1963–2017), britischer Künstler
- Le Bas, Delaine (* 1965), britische Künstlerin
- Le Bas, Jacques-Philippe (1707–1783), französischer Kupferstecher
- Le Bas, Philippe (1794–1860), französischer Altphilologe, Erzieher von Napoléon III.
- Le Bas, Philippe-François-Joseph (1764–1794), französischer Revolutionär und Politiker
- Le Bauld de Nans, Claude Étienne († 1792), französischer Schauspieler, Regisseur und Französischlehrer
- Le Bauld de Nans, Claudius Franz (1767–1844), preußischer General
- Le Bé, Guillaume (1525–1598), Stempelschneider, Schriftentwerfer, Schriftgießer und Verleger in der Renaissance
- Le Béal, Robert (1915–1996), französischer Schauspieler
- Le Beau, Alcide (1873–1943), französischer Maler
- Le Beau, Georges (1879–1962), französischer Jurist, Verwaltungsbeamter, Präfekt und Generalgouverneur
- Le Beau, Luise Adolpha (1850–1927), deutsche Pianistin und Komponistin
- Le Beau, Wilhelm (1820–1896), preußischer Generalmajor
- Le Beauf, Sabrina (* 1958), US-amerikanische Schauspielerin
- Le Bègue de Villaines, Pierre († 1406), Feldhauptmann, Berater und Kammerherr der französischen Könige Karl V. und Karl VI.
- Le Bègue, René (1857–1914), französischer Fotograf
- Le Bègue, René (1914–1946), französischer Rennfahrer
- Le Bel, Jean († 1370), belgischer Chronist
- Le Bel, Joseph (1847–1930), französischer Chemiker
- Le Bellec, Gaël (* 1988), französischer Radrennfahrer, Duathlet und Triathlet
- Le Ber, Claude (1931–2016), französischer Radrennfahrer
- Le Berre, Alexandre (1925–1975), französischer Fußballspieler
- Le Berre, Fred (* 1964), französischer Comicautor
- Le Berre, Mathis (* 2001), französischer Radrennfahrer
- Le Besco, Isild (* 1982), französische Filmschauspielerin, Drehbuchautorin und FilmregisseurinIsild Le Besco (* 1982)

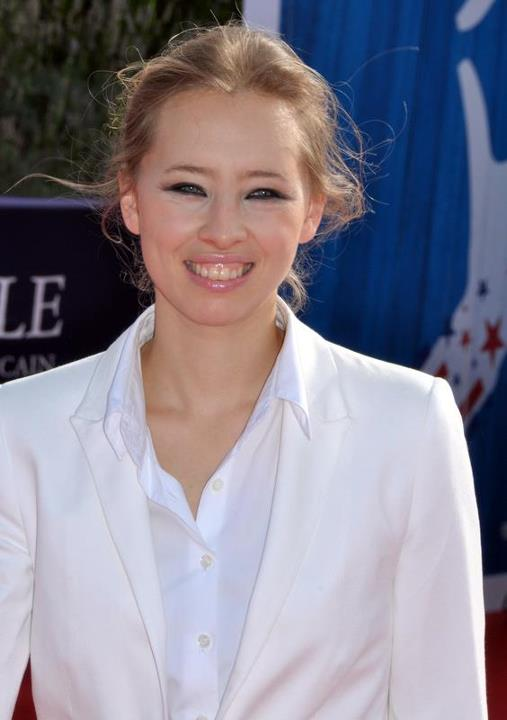
Isild Le Besco (* 1982)

- Le Bévillon, Marc-Michel (* 1956), französischer Jazzmusiker (Bass)
- Le Bidois, Georges (* 1863), französischer Romanist, Literaturwissenschaftler und Sprachwissenschaftler
- Le Bidois, Robert (1897–1971), französischer Romanist, Sprachwissenschaftler und Diplomat
- Le Bigaut, Pierre (* 1959), französischer Radrennfahrer
- Le Bihan, Chris (* 1977), kanadischer Bobfahrer
- Le Bihan, Clarisse (* 1994), französische Fußballspielerin
- Le Bihan, Denis (* 1957), französischer Neurowissenschaftler, Radiologe und Biophysiker
- Le Bihan, Kelia (* 1999), französische Tennisspielerin
- Le Bihan, Krilan (* 1998), französischer Duathlet
- Le Bihan, Samuel (* 1965), französischer SchauspielerSamuel Le Bihan (* 1965)

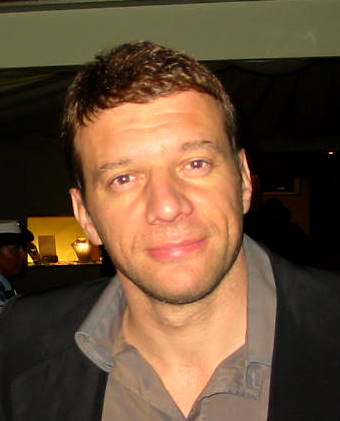
Samuel Le Bihan (* 1965)

- Le Billon, Jonathan (* 1980), britischer Schauspieler und Synchronsprecher
- Le Blanc de Guillet, Antoine (1730–1799), französischer Romancier und Dramatiker
- Le Blanc Souville, Eugen von (1801–1886), preußischer Generalmajor
- Le Blanc, Max (1865–1943), deutscher Elektrochemiker
- Le Blanc, Thomas (* 1951), deutscher Autor und Herausgeber
- Le Blanc, Vincent, französischer Entdecker und Schriftsteller
- Le Blant, Julien (1851–1936), französischer Maler
- Le Blé Jaques, Léo (* 1997), französischer Snowboarder
- Le Blon, Jakob Christoph (1667–1741), deutscher Maler, Kupferstecher und Erfinder
- Le Blond, Francis Celeste (1821–1902), US-amerikanischer Politiker
- Le Blond, Guillaume (1704–1781), französischer Mathematiker, Enzyklopädist und Militärtheoretiker
- Le Blond, Jean-Baptiste Alexandre (1679–1719), französisch-russischer Architekt des Barock
- Le Blond, Louis-Vincent-Joseph, Comte de Saint-Hilaire (1766–1809), französischer Armeeführer
- Le Blouch, Kilian (* 1989), französischer Judoka
- Le Boeuf, Pascal (* 1986), US-amerikanischer Jazzmusiker (Piano, Komposition)
- Le Boeuf, Remy (* 1986), US-amerikanischer Jazzmusiker (Altsaxophon)
- Le Bohec, Yann (* 1943), französischer Althistoriker
- Le Bolloc’h, Yvan (* 1961), französischer Schauspieler, Musiker, Hörfunk- und Fernsehmoderator
- Le Bon de Beauvoir, Sylvie (* 1941), französische Schriftstellerin und Philosophieprofessorin
- Le Bon, Cate (* 1983), walisische Musikerin und Produzentin
- Le Bon, Charlotte (* 1986), kanadische Schauspielerin, Filmregisseurin, Fernsehmoderatorin und ModelCharlotte Le Bon (* 1986)

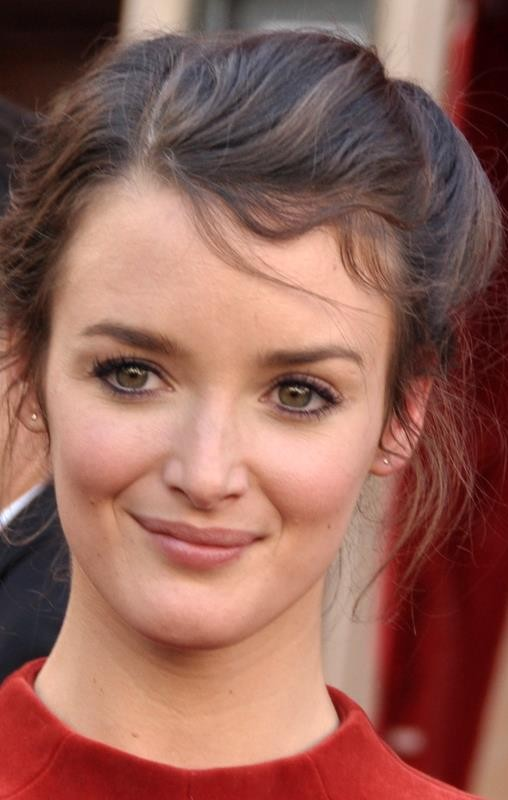
Charlotte Le Bon (* 1986)

- Le Bon, Gustave (1841–1931), französischer Sozialpsychologe
- Le Bon, Johan (* 1990), französischer Straßenradrennfahrer
- Le Bon, Joseph (1765–1795), französischer Politiker und Revolutionär
- Le Bon, Laurent (* 1969), französischer Kunsthistoriker, Museumskurator und Museumsdirektor
- Le Bon, Linda (* 1964), belgisch-österreichische Behindertensportlerin
- Le Bon, Simon (* 1958), britischer Sänger und Mitglied der Gruppe Duran DuranSimon Le Bon (* 1958)
- Le Bon, Yasmin (* 1964), britisches Model

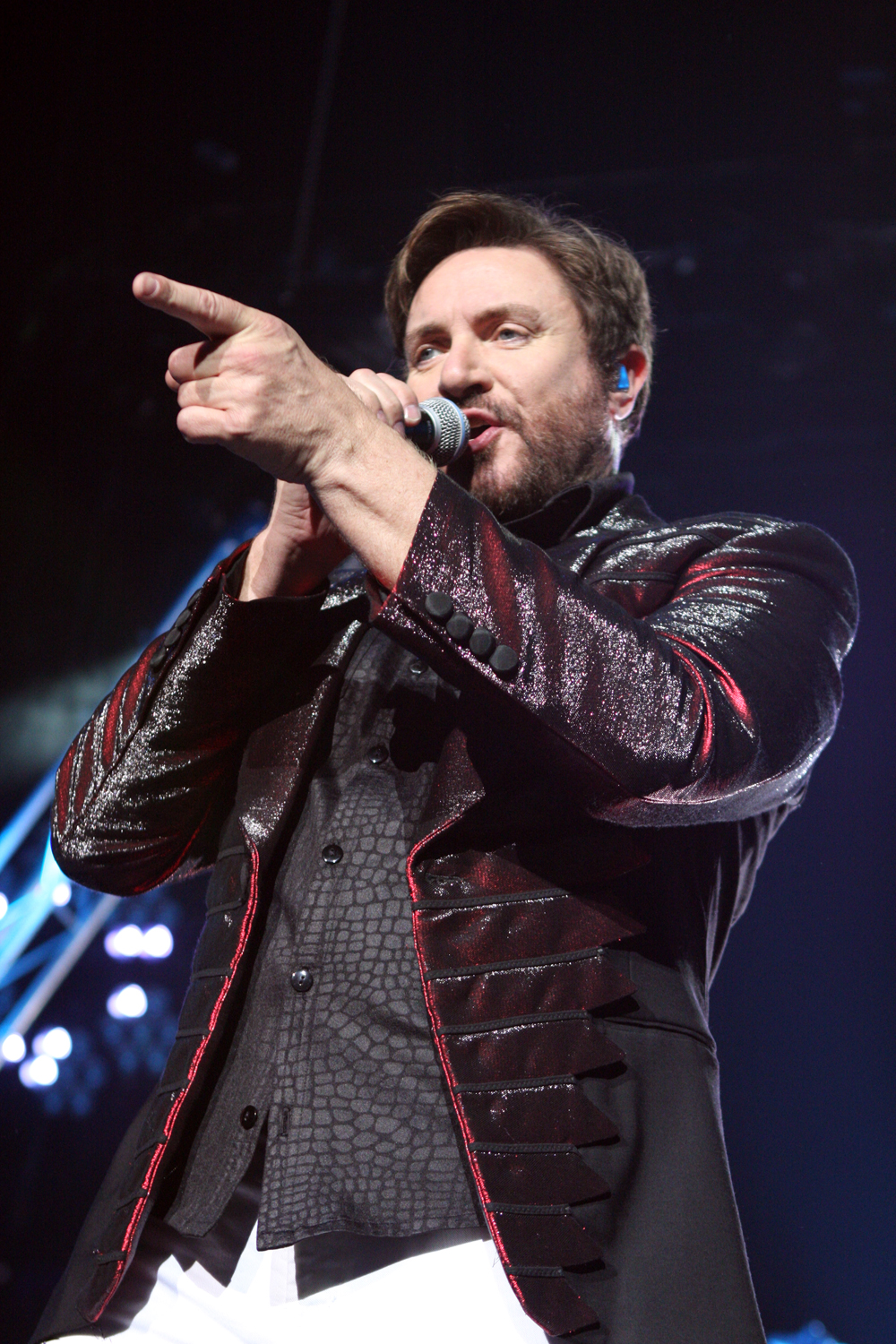
Simon Le Bon (* 1958)

- Le Bonsai, George (* 1968), deutscher Sänger und Entertainer
- Le Borg, Reginald (1902–1989), österreichisch-amerikanischer Filmregisseur
- Le Borgn’, Pierre-Yves (* 1964), französischer Politiker, Mitglied der Nationalversammlung
- Le Borne, Fernand (1862–1929), französischer Komponist belgischer Herkunft
- Le Boucher, Maurice (1882–1964), französischer Komponist, Organist und Musikpädagoge
- Le Boucher, Raoul (1883–1907), französischer Ringer
- Le Boulanger, Yoann (* 1975), französischer Radrennfahrer
- Le Boulch, Dimitri (* 1989), französischer Straßenradrennfahrer
- Le Boulch, Isabelle (* 1964), französische Fußballspielerin
- Le Boulc’h, Laurent (* 1960), französischer Geistlicher, römisch-katholischer Erzbischof von Lille
- Le Bourdais, Isabel (1909–2003), kanadische Journalistin und Justizirrtumsjägerin
- Le Bourdon, Raymond (1861–1937), französischer Jurist und monegassischer Staatsminister
- Le Bourgeois, Armand François M. (1911–2005), französischer Geistlicher, Bischof von Autun
- le Bourvelec, Jean-Marie (1880–1969), französischer Turner
- Le Bras, Martine (* 1945), französische Tischtennisspielerin
- Le Braz, Anatole (1859–1926), bretonischer Autor
- Le Bret de Flacourt, Pierre († 1692), französischer Marineoffizier
- Le Bret, Didier (* 1963), französischer Diplomat und Geheimdienstkoordinator
- Le Bret, Jean (1872–1947), französischer Segler
- Le Breton, Alain-Sébastien (1888–1964), französischer Geistlicher, römisch-katholischer Bischof
- Le Breton, André (1708–1779), französischer Buchhändler, Drucker, Verleger
- Le Breton, Auguste (1913–1999), französischer Autor, Lexikograf und Romanist
- Le Breton, David (* 1953), französischer Anthropologe und Soziologe
- Le Breton, David Francis Battye (* 1931), britischer Diplomat
- Le Breton, Julie (* 1975), kanadische Schauspielerin
- Le Breton, Louis (1818–1866), französischer Arzt und Künstler
- Le Breton, Louis Lucy (1823–1896), französischer Architekt
- Le Breton, Roger (1914–1997), französischer Rechtsmediziner
- Le Breton, Tomás Alberto (1868–1959), argentinischer Diplomat
- Le Bris, Benoît (* 1976), französischer Fußballspieler
- Le Bris, Jean Marie (1817–1872), französischer Luftfahrtpionier
- Le Bris, Régis (* 1975), französischer Fußballspieler und -trainer
- Le Bris, Théo (* 2002), französischer Fußballspieler
- Le Brix, Joseph (1899–1931), französischer Flugpionier
- Le Brun de Pinochet, Isabel (1845–1930), chilenische Pädagogin und Frauenrechtlerin
- Le Brun, Agnès (* 1961), französische Politikerin (UMP), MdEP
- Le Brun, André (1737–1811), französischer Bildhauer und Zeichner
- Le Brun, Charles (1619–1690), französischer Maler und OrnamentenzeichnerCharles Le Brun (1619–1690)

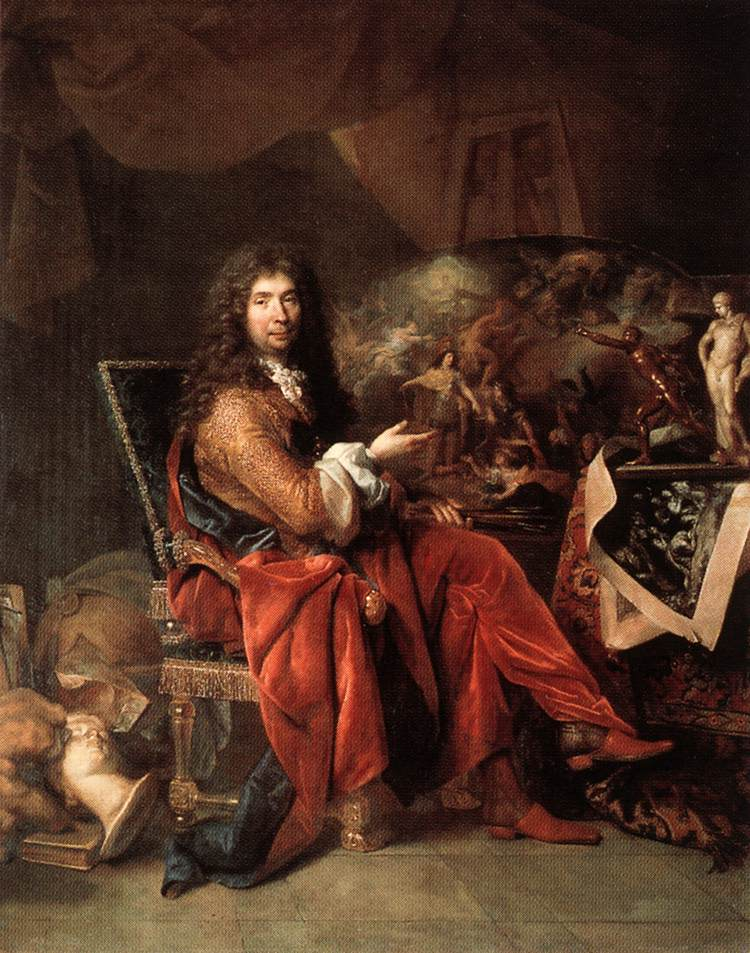
Charles Le Brun (1619–1690)

- Le Brun, Christopher (* 1951), britischer bildender Künstler
- Le Brun, Jeannine (1915–1977), deutsche Fotografin
- Le Brun, Pierre (1661–1729), französischer römisch-katholischer Geistlicher, Oratorianer und Autor
- Le Bussy, Alain (1947–2010), belgischer Science-Fiction-Autor

### Le C
- Le Cadre, Pierre-Marie-David (1875–1952), französischer Priester, Apostolischer Vikar der Marquesas-Inseln
- Le Caër, Paul (1923–2016), französischer Überlebender des KZ Mauthausen und Widerstandskämpfer gegen den Nationalsozialismus
- Le Caine, Hugh (1914–1977), kanadischer Physiker, Komponist und Pionier der elektronischen Musik
- Le Caine, Trudi (1911–1999), kanadische Kunstmäzenin
- Le Caisne, Garance, französische Journalistin und Autorin
- Le Calm, Renée (1918–2019), französische Schauspielerin
- Le Calvez, Léon (1909–1995), französischer Radrennfahrer
- Le Cam, Jean (* 1959), französischer SportseglerJean Le Cam (* 1959)

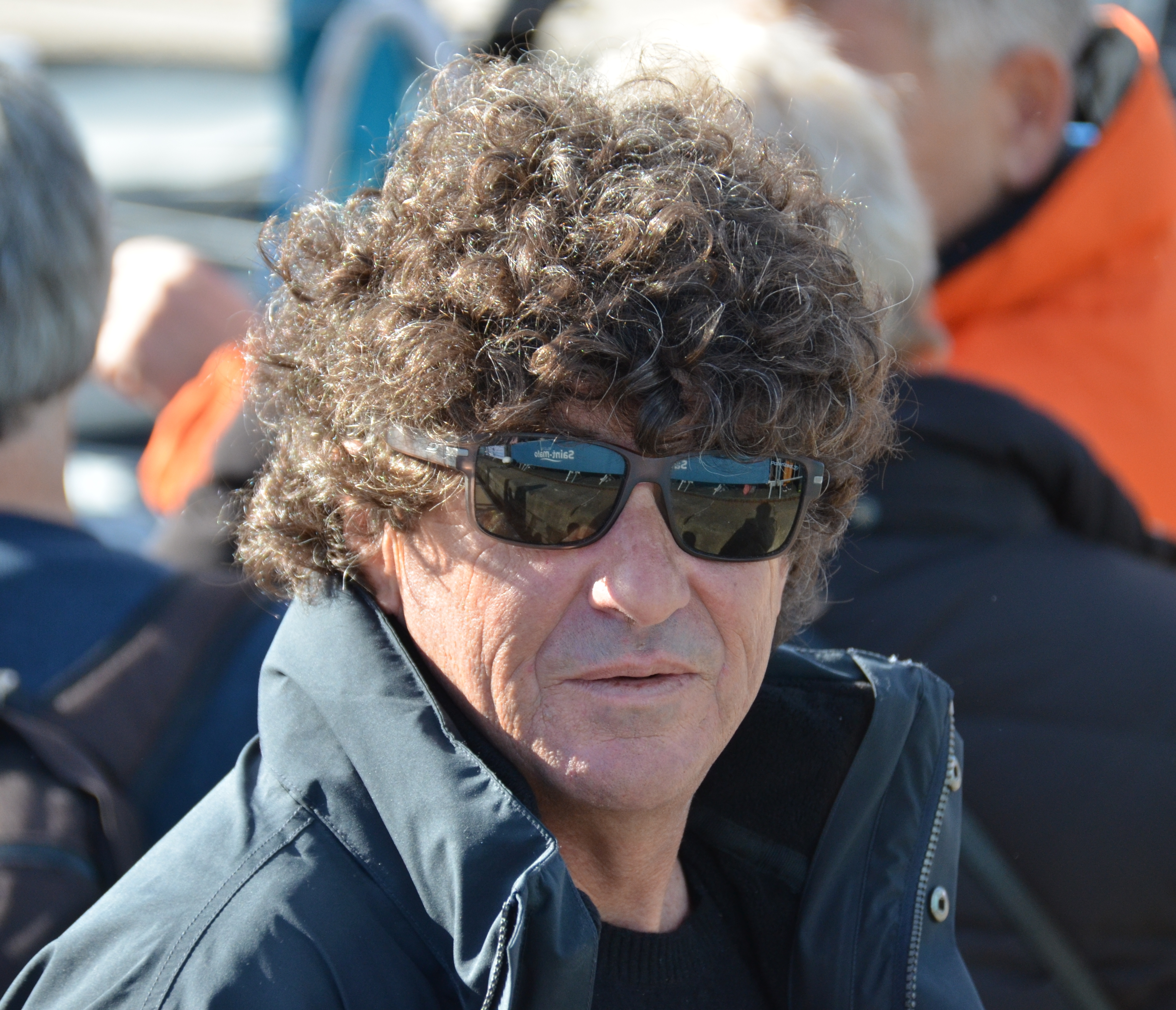
Jean Le Cam (* 1959)

- Le Cam, Lucien (1924–2000), französischer Mathematiker
- Le Camus, Antoine (1722–1772), französischer Mediziner, Autor und Journalist
- Le Camus, Émile (1839–1906), französischer römisch-katholischer Geistlicher, Theologe und Bischof von La Rochelle
- Le Camus, Pierre Alexandre (1774–1824), Politiker und Staatsmann
- Le Camus, Sébastien († 1677), französischer Komponist, Lautenist und Gambist
- Le Cardinal, Julien (* 1997), französischer Fußballspieler
- Le Caron, Louis (1534–1613), französischer Jurist, Philosoph und Schriftsteller
- Le Carpentier, Adolphe Claire (1809–1869), französischer Musikpädagoge und Komponist
- Le Carré, John (1931–2020), britischer SchriftstellerJohn le Carré (1931–2020)

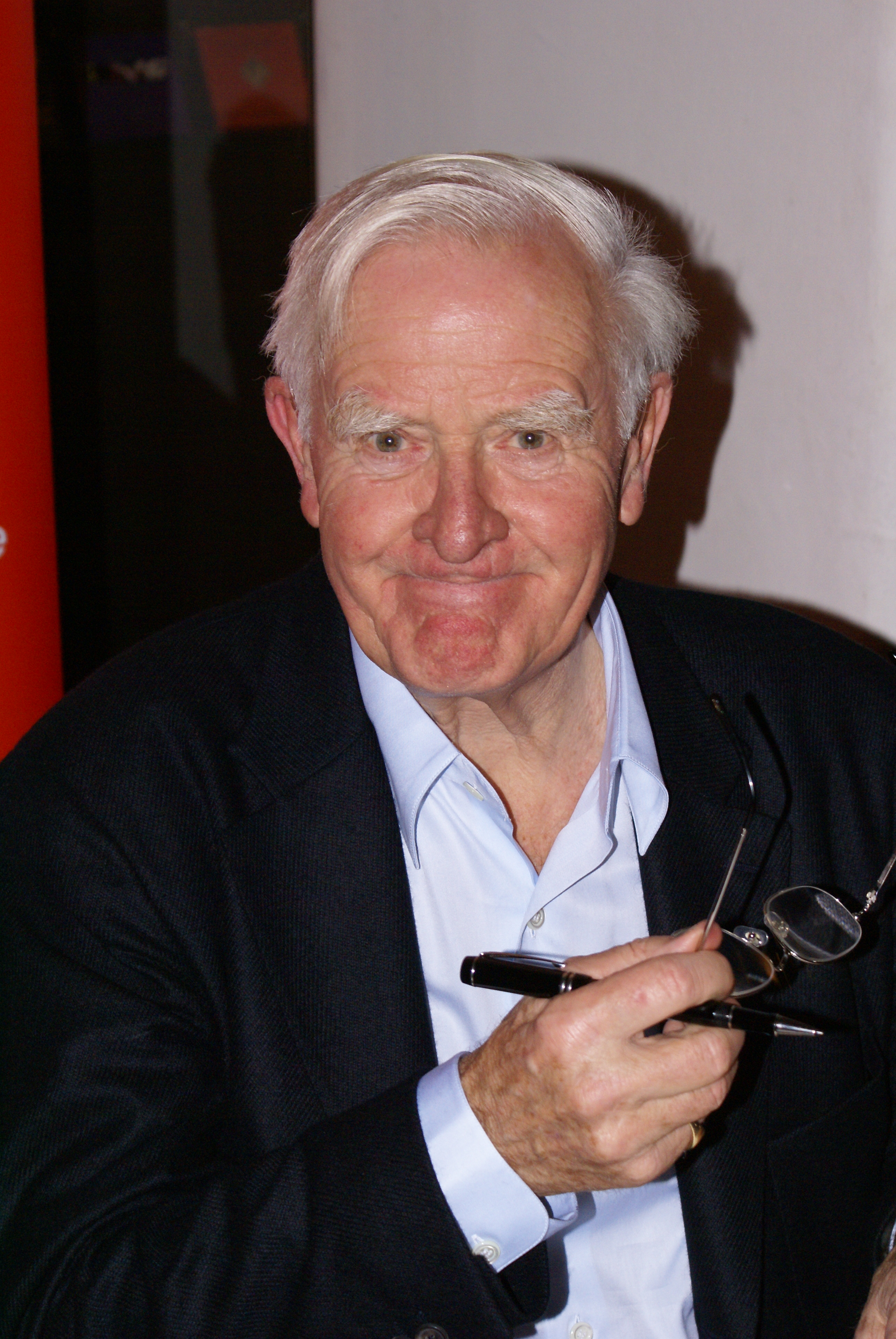
John le Carré (1931–2020)

- Le Cat, Claude-Nicolas (1700–1768), französischer Chirurg und Physiologe
- Le Cène, Michel-Charles († 1743), französisch-niederländischer Musikverleger und Drucker
- Le Cerf de La Viéville, Jean-Laurent (1674–1707), französischer Schriftsteller und Musikwissenschaftler
- Lê Chân Tông (1630–1649), vietnamesischer Kaiser der restaurierten Lê-Dynastie
- Le Chanois, Jean-Paul (1909–1985), französischer Drehbuchautor und Filmregisseur
- Le Chanony, Éric (* 1968), französischer Bobfahrer
- Le Chapelier, Isaac René Guy (1754–1794), Politiker während der Französischen Revolution
- Le Chatelier, Henry (1850–1936), französischer Chemiker, Metallurge und Physiker
- Le Chatelier, Louis (1815–1873), französischer Ingenieur
- Le Cheminant, Peter (1920–2018), britischer Air Chief Marshal, Vize-Gouverneur von Guernsey
- Le Chenadec, Gilbert (* 1938), französischer Fußballspieler
- Le Chevalier, Jean-Baptiste (1752–1836), französischer Archäologe und Astronom
- Le Chevallier, Jacques (1896–1987), französischer Maler, Medailleur und Glasmaler
- Lê Chiêu Thống (1765–1793), Kaiser von Vietnam
- Lê Chiêu Tông (1506–1526), vietnamesischer Kaiser der Lễ-Dynastie
- Le Clark, Maya (* 2011), US-amerikanische Schauspielerin
- Le Cléac’h, Armel (* 1977), französischer Hochseesegler
- Le Cléac’h, Hervé (1915–2012), französischer Geistlicher, römisch-katholischer Bischof von Taiohae o Tefenuaenata, Französisch-Polynesien
- Le Clerc de Juigné, Antoine-Éléonor-Léon (1728–1811), französischer römisch-katholischer Bischof und Erzbischof
- Le Clerc de Normandie, Guillaume, Schriftsteller
- Le Clerc, François († 1563), Kaperkapitän
- Le Clerc, Jean († 1621), französischer Geograf, Kupferstecher, Drucker und Verleger
- Le Clerc, Jean (1586–1633), französischer Maler
- Le Clerc, Jean V († 1637), französischer Kupferstecher, Drucker und Verleger
- Le Clerc, Louis August (1688–1771), französischer Bildhauer
- Le Clerc, Michel (1622–1691), französischer Bühnenautor, Übersetzer und Mitglied der Académie française
- Le Clerc, Sébastien (1637–1714), französischer Radierer und Kupferstecher
- Le Clercq, Jasper (* 1970), niederländischer Jazzgeiger
- Le Clezio, Corentin (* 1999), französischer Mittelstreckenläufer
- Le Clézio, Jean-Marie Gustave (* 1940), französisch-mauritischer SchriftstellerJean-Marie Gustave Le Clézio (* 1940)

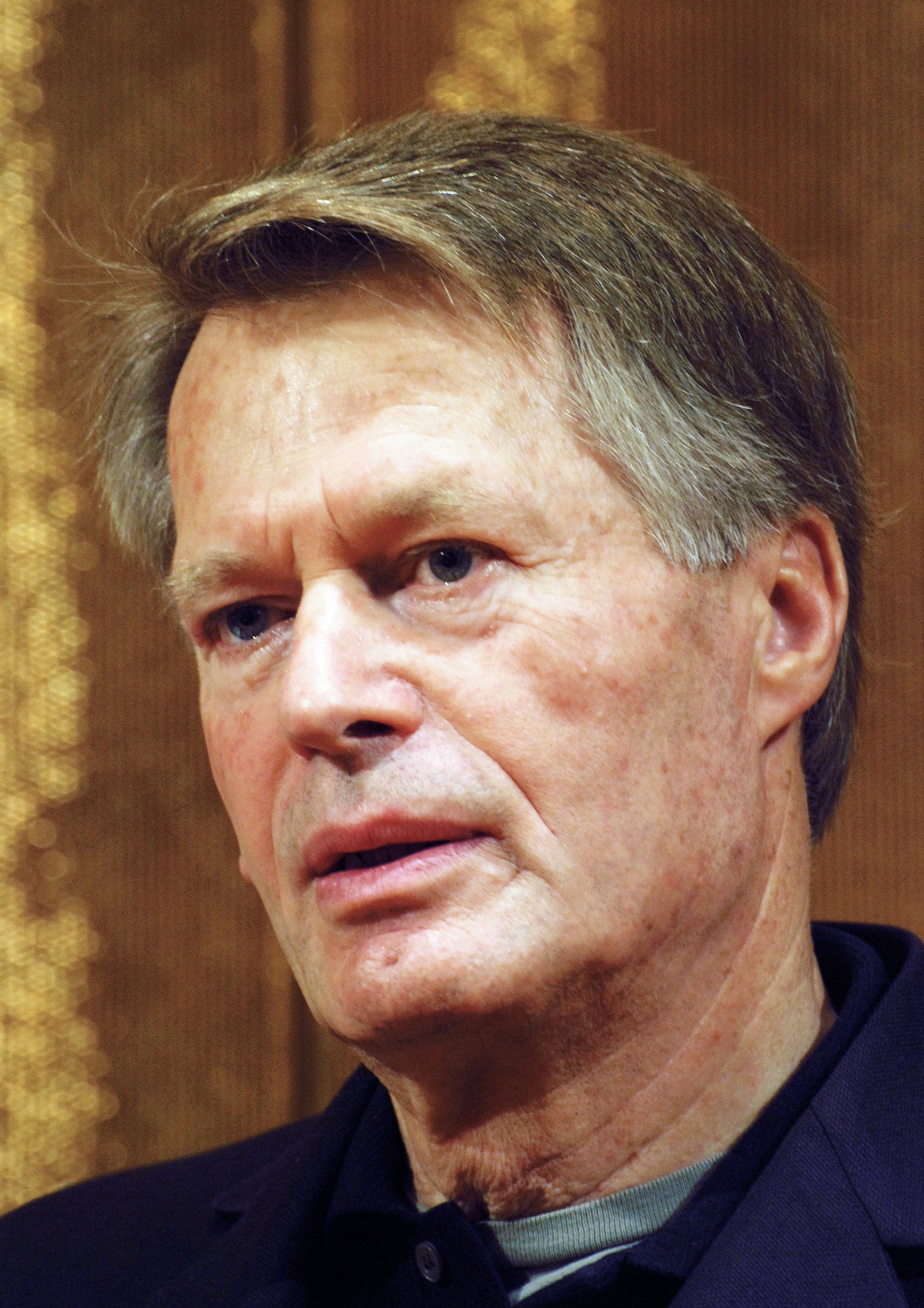
Jean-Marie Gustave Le Clézio (* 1940)

- Le Coat de Saint-Haouen, Yves (1756–1826), französischer Konteradmiral und Erfinder
- Le Coffre, Benoît (1671–1722), dänischer Maler französischer Abstammung
- Le Compte, Herman (1929–2008), belgischer Mediziner, Gerontologe und Altersforscher
- Le Compte, Karl M. (1887–1972), US-amerikanischer Politiker
- Le Comte, Antoine (1629–1683), französischer Bischof
- Le Conte, John Eatton (1784–1860), US-amerikanischer Naturforscher
- Le Conte, John Lawrence (1825–1883), US-amerikanischer Insektenforscher
- Le Conté, Joska (* 1987), niederländische Skeletonpilotin
- Le Coq de Kerland, Charles (1887–1978), französischer Jurist
- Le Coq, Albert von (1860–1930), deutscher Archäologe und Zentralasien-Forscher
- Le Coq, André Auguste (1827–1894), preußischer Kaufmann und Versicherungsdirektor
- Le Coq, Bernard (* 1950), französischer Schauspieler
- Le Coq, Gustav von (1799–1880), preußischer Diplomat
- Le Coq, Jacques (1676–1766), kursächsischer Geheimer Kriegsrat, Geheimer Kabinetts-Sekretär und Diplomat; Mitglied der Reformierten Gemeinde in Dresden
- Le Coq, Johann Ludwig von (1719–1789), sächsischer Generalleutnant
- Le Coq, Karl Christian Erdmann von (1767–1830), sächsischer Generalleutnant
- Le Coq, Karl Ludwig von († 1829), preußischer Generalmajor und Kartograf
- Le Coq, Ludwig Daniel (1756–1816), deutscher Obergerichtsrat, Kriegsrat und Geheimer Legationsrat
- Le Coq, Paul Ludwig (1773–1824), preußischer Beamter im auswärtigen Dienst und Polizeipräsident
- Le Coq, Pierre (* 1989), französischer Windsurfer
- Le Corbusier (1887–1965), schweizerisch-französischer Architekt, Architekturtheoretiker, Stadtplaner, Maler, Zeichner, Bildhauer und MöbeldesignerLe Corbusier (1887–1965)

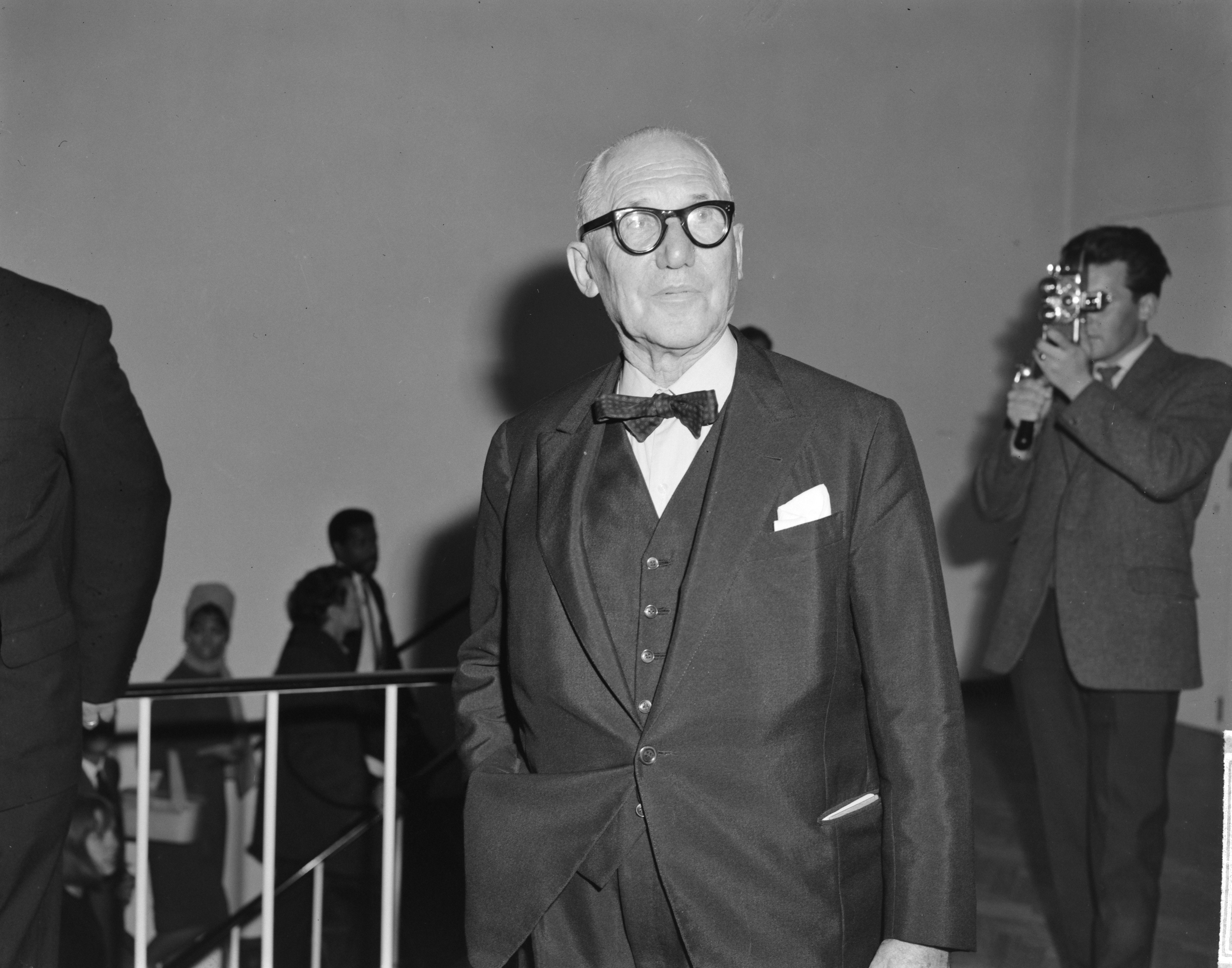
Le Corbusier (1887–1965)

- Le Cordier, Jacques (1904–2003), französischer Geistlicher und römisch-katholischer Bischof von Saint-Denis
- Le Corguillé, Laëtitia (* 1986), französische Radrennfahrerin
- Le Corre, Jean-François (* 1965), französischer Filmproduzent
- Le Corre, Pascal (* 1959), französischer Pianist und Musikpädagoge
- Le Corre, Pierre (* 1990), französischer Duathlet, Triathlet, U23-Weltmeister (2013) und zweifacher Staatsmeister Triathlon (2014, 2015)
- Le Couppey, Félix (1811–1887), französischer Musikpädagoge, Pianist und Komponist
- Le Cour Grandmaison, Olivier (* 1960), französischer Universitätslehrer für politische Wissenschaften und politische Philosophie
- Le Courayer, Pierre François (1681–1776), französischer Augustiner-Chorherr und Theologe, im englischen Exil Professor in Oxford
- Le Court de Billot, Kimberley (* 1996), mauritische RadrennfahrerinKimberley Le Court de Billot (* 1996)

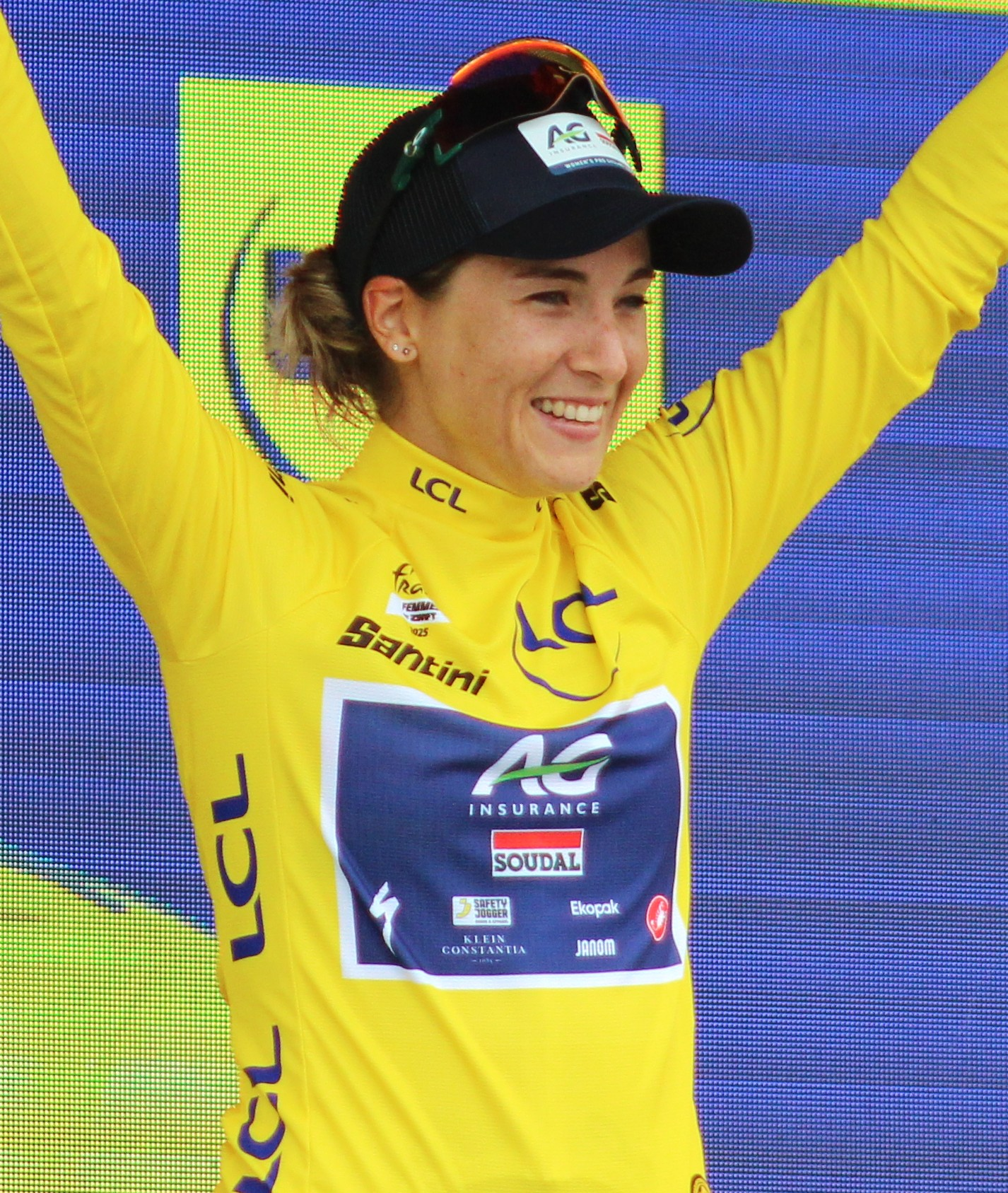
Kimberley Le Court de Billot (* 1996)

- Le Crom, Ronan (* 1974), französischer Fußballtorhüter

### Le D
- Lê Đắc Trọng, Phaolô (1918–2009), katholischer Weihbischof in Hanoi
- Lê Đại Hành (941–1005), Kaiser von Vietnam
- Le Demnat, Michel (* 1950), französischer Radrennfahrer
- Le Déroff, Jean-Yves (* 1957), französischer Segler
- Le Despenser, Edward, 1. Baron le Despenser (1336–1375), englischer Adliger und Militär
- Le Despenser, Isabel († 1334), englische Adlige
- Le Despenser, Isabel († 1375), englische Adlige
- Le Despenser, Isabel, 5. Baroness Burghersh (1400–1439), englische Adlige
- Le Despenser, Richard, 4. Baron Burghersh (* 1396), englischer Adliger
- Le Dissez, André (1929–2018), französischer Radrennfahrer
- Le Dissez, Viviane (* 1959), französische Politikerin, Mitglied der Nationalversammlung
- Le Divellec, Emmanuel (* 1966), französischer Organist
- Le Dizès, Maryvonne (1940–2024), französische Geigerin und Hochschullehrerin
- Le Dœuff, Michèle (* 1948), französische Philosophin
- Le Don, Pierre (* 1932), französischer Radrennfahrer
- Le Douarin, Nicole (* 1930), französische Entwicklungsbiologin
- Le Dran, Henry François (1685–1770), Chefchirurg an der Charité in Paris und Königlicher Feldchirurg
- Le Drian, Jean-Yves (* 1947), französischer Politiker, Mitglied der Nationalversammlung
- Le Drogo, Ferdinand (1903–1976), französischer Radrennfahrer
- Le Drogo, Paul (1905–1966), französischer Radrennfahrer
- Le Du, Théodore (1893–1966), französischer Autorennfahrer
- Lê Duẩn (1907–1986), vietnamesischer PolitikerLê Duẩn (1907–1986)

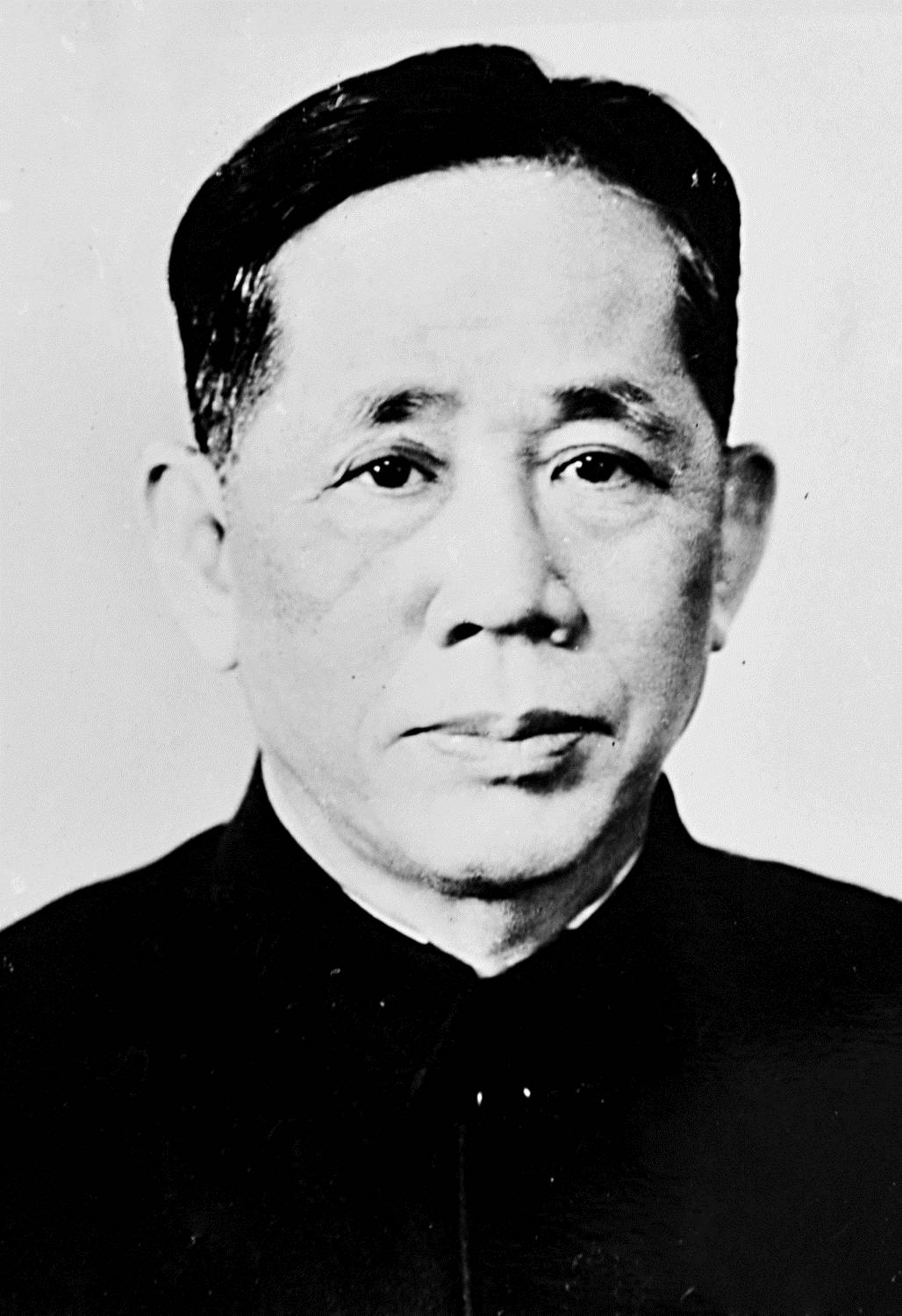
Lê Duẩn (1907–1986)

- Le Dudal, Abel (1939–2009), französischer Radrennfahrer
- Le Duey, Anthony (* 1973), französischer Triathlet

### Le E
- Le Ewer, Robert († 1322), englischer Militär und Rebell

### Le F
- Le Faguays, Pierre (1892–1962), französischer Bildhauer des Art déco
- Le Fanu, Joseph Sheridan (1814–1873), irischer SchriftstellerJoseph Sheridan Le Fanu (1814–1873)

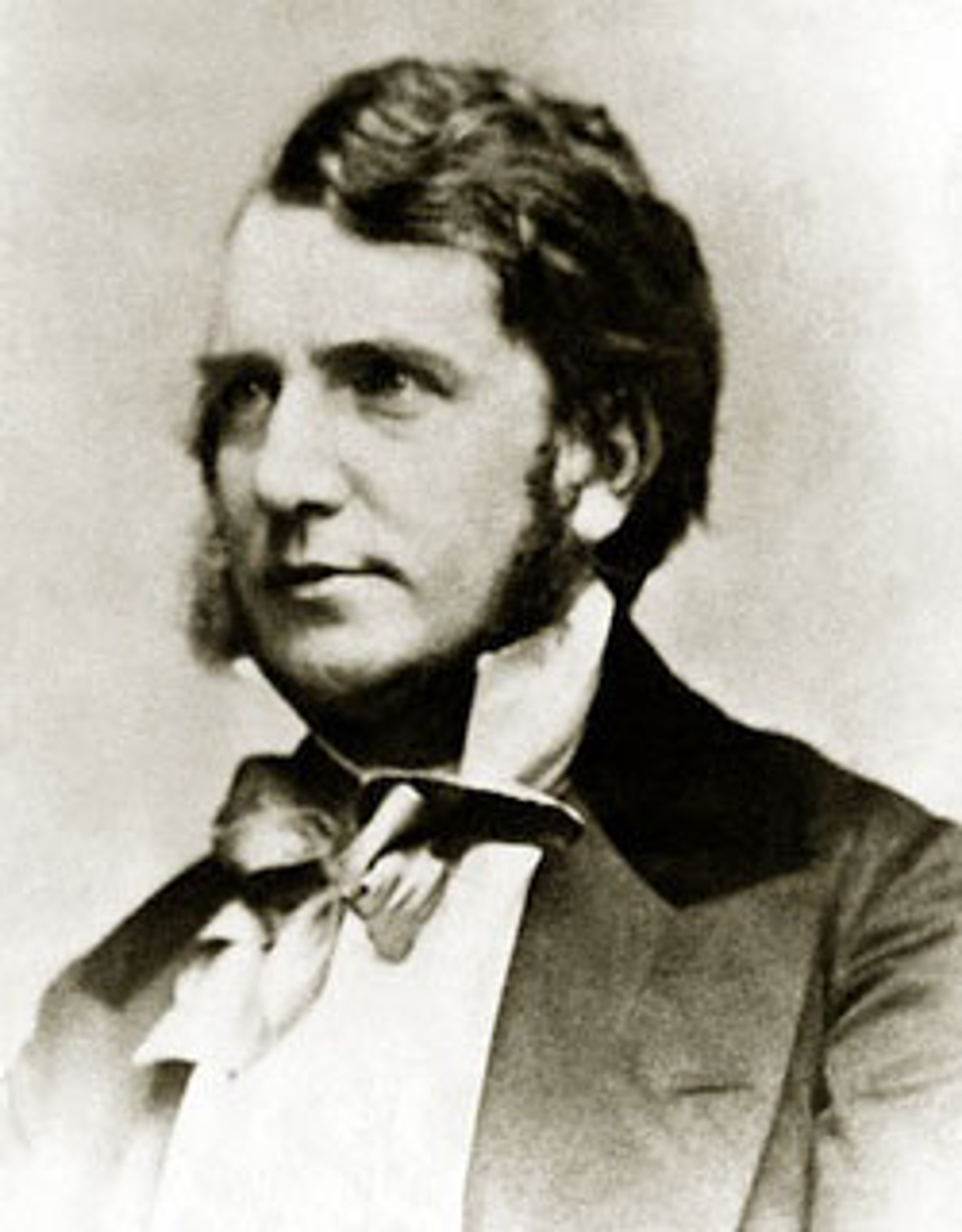
Joseph Sheridan Le Fanu (1814–1873)

- Le Fanu, Michael (1913–1970), britischer Admiral of the Fleet, Erster Seelord
- Le Fauconnier, Henri (1881–1946), französischer Maler des Kubismus
- Le Febvre, Isaak († 1702), französischer Jurist und evangelisch-reformierter Christ (Hugenotte)
- Le Fée, Enzo (* 2000), französischer Fußballspieler
- Le Feubure, Carl (1847–1911), bayerischer Maler
- Le Feuvre, Danielle (* 1978), englische Badmintonspielerin (Jersey)
- Le Fèvre de La Boderie, Guy (1541–1598), französischer Dichter
- Le Fèvre de Ressons, Jean, französischer Dichter und Übersetzer
- Le Fèvre de Saint-Remy, Jean († 1468), französischer Chronist
- le Fèvre, André (1898–1977), niederländischer Fußballspieler
- Le Fevre, Benjamin (1838–1922), US-amerikanischer Politiker
- Le Fevre, Frank J. (1874–1941), US-amerikanischer Politiker
- Le Fèvre, Hermann Adolf (1708–1745), deutscher Jurist und Ratssekretär der Hansestadt Lübeck
- Le Fevre, Jay (1893–1970), US-amerikanischer Politiker
- Le Fèvre, Tanneguy (1615–1672), französischer Humanist
- Le Fevre, Ulrik (1946–2024), dänischer Fußballspieler und SpielervermittlerUlrik le Fevre (1946–2024)

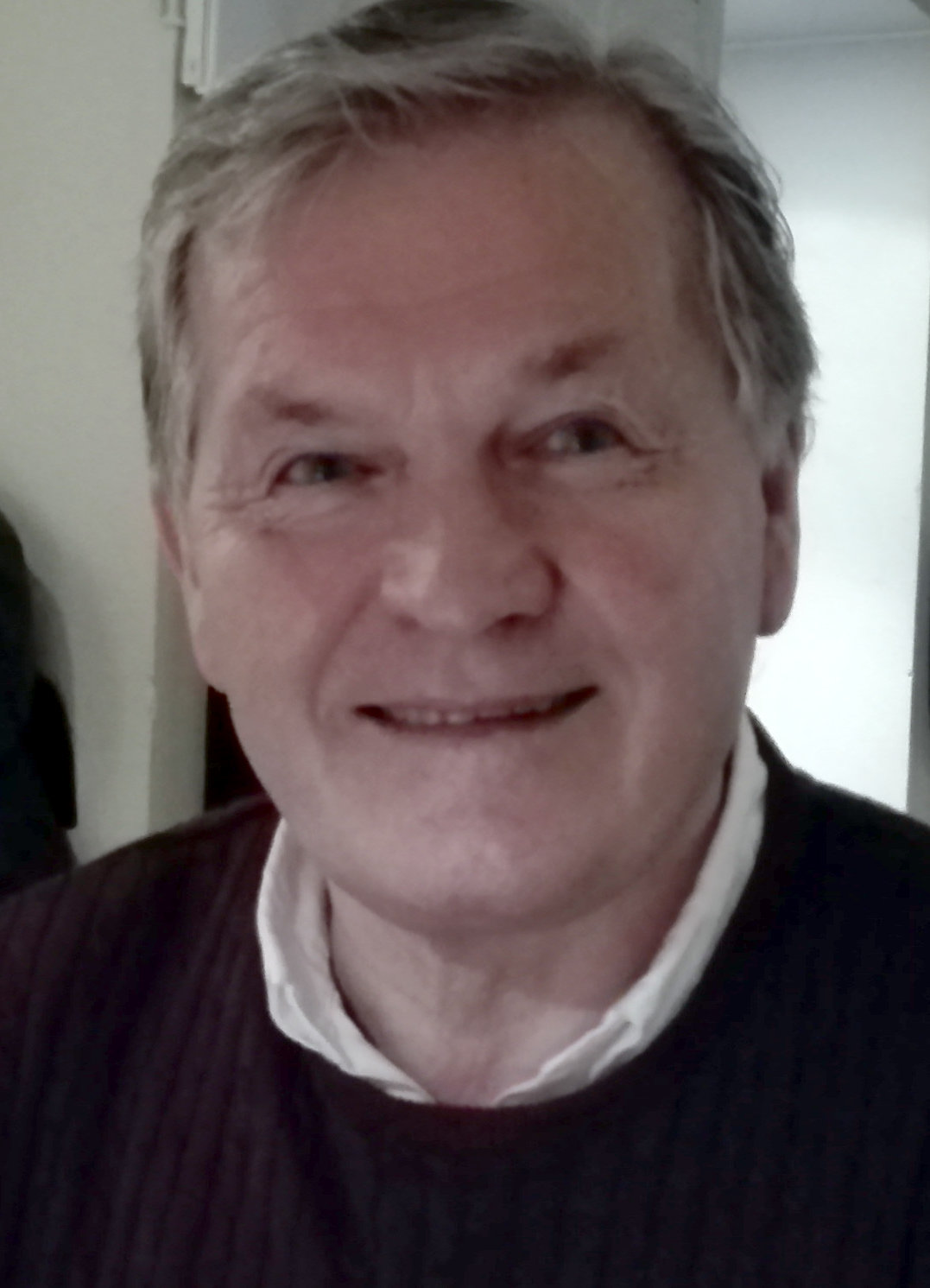
Ulrik le Fevre (1946–2024)

- Le Flamenc, Raoul V., französischer Adliger, Marschall von Frankreich
- Le Flem, Paul (1881–1984), französischer Komponist
- Le Fleming, Orlando (* 1976), britischer Jazzmusiker und ehemaliger Cricketspieler
- Le Flô, Adolphe (1804–1887), französischer General und Politiker
- Le Floc’h, Ezec (* 1970), französischer Zirkusartist und Stückeschreiber
- Le Floch, Henri (1862–1950), französischer römisch-katholischer Ordensgeistlicher und Theologe
- Le Floch, Xavier (* 1973), französischer Triathlet
- Le Floch-Prigent, Loïk (1943–2025), französischer Manager
- Le Flohic, Loïc (1959–1998), französischer Radrennfahrer
- Le Foll, Stéphane (* 1960), französischer Politiker (PS), MdEP
- Le Fondre, Adam (* 1986), englischer Fußballspieler
- Le Fondré, John (* 1966), britischer Politiker, Chief Minister von Jersey
- Le Fontenay, Odette (1885–1965), französische Opernsängerin und Gesangspädagogin
- Le Forestier, Maxime (* 1949), französischer Chansonnier
- Le Fort, Carl Peter von (1794–1862), Gutsherr und Landrat in Mecklenburgisch-Schwerin, Klosterhauptmann in Dobbertin
- Le Fort, François (1656–1699), erster russischer Admiral
- Le Fort, Gertrud von (1876–1971), deutsche SchriftstellerinGertrud von le Fort (1876–1971)

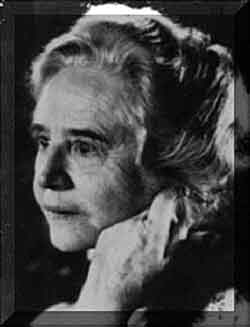
Gertrud von le Fort (1876–1971)

- Le Fort, Peter Alexander von (* 1899), deutscher Sportfunktionär
- Le Fort, Pierre (1676–1754), Genfer Militär in russischen Diensten
- Le Fort, René (1869–1951), französischer Chirurg
- Le Franc, Marie (1879–1964), französische Schriftstellerin, Dichterin und Essayistin
- Le Fur, Louis (1870–1943), französischer Rechtswissenschaftler
- Le Fur, Marie-Amélie (* 1988), französische Behindertensportlerin und Sportfunktionärin

### Le G
- Le Gac, Jean (* 1936), französischer Maler und Fotograf
- Le Gac, Olivier (* 1993), französischer Radsportler
- Le Gal, Patrick (* 1953), französischer römisch-katholischer Geistlicher, Weihbischof in Lyon
- Le Gall, Arnaud (* 1980), französischer Politiker
- Le Gall, Frank (* 1959), französischer Comiczeichner
- Le Gall, Jean-François (* 1959), französischer Mathematiker
- Le Gall, Joël (1913–1991), französischer Althistoriker und Archäologe
- Le Gall, Robert (* 1946), französischer Ordensgeistlicher, emeritierter römisch-katholischer Erzbischof von Toulouse
- Le Gallienne, Dorian (1915–1963), australischer Komponist
- Le Gallienne, Eva (1899–1991), US-amerikanische Schauspielerin, Regisseurin, Theaterleiterin und -produzentinEva Le Gallienne (1899–1991)

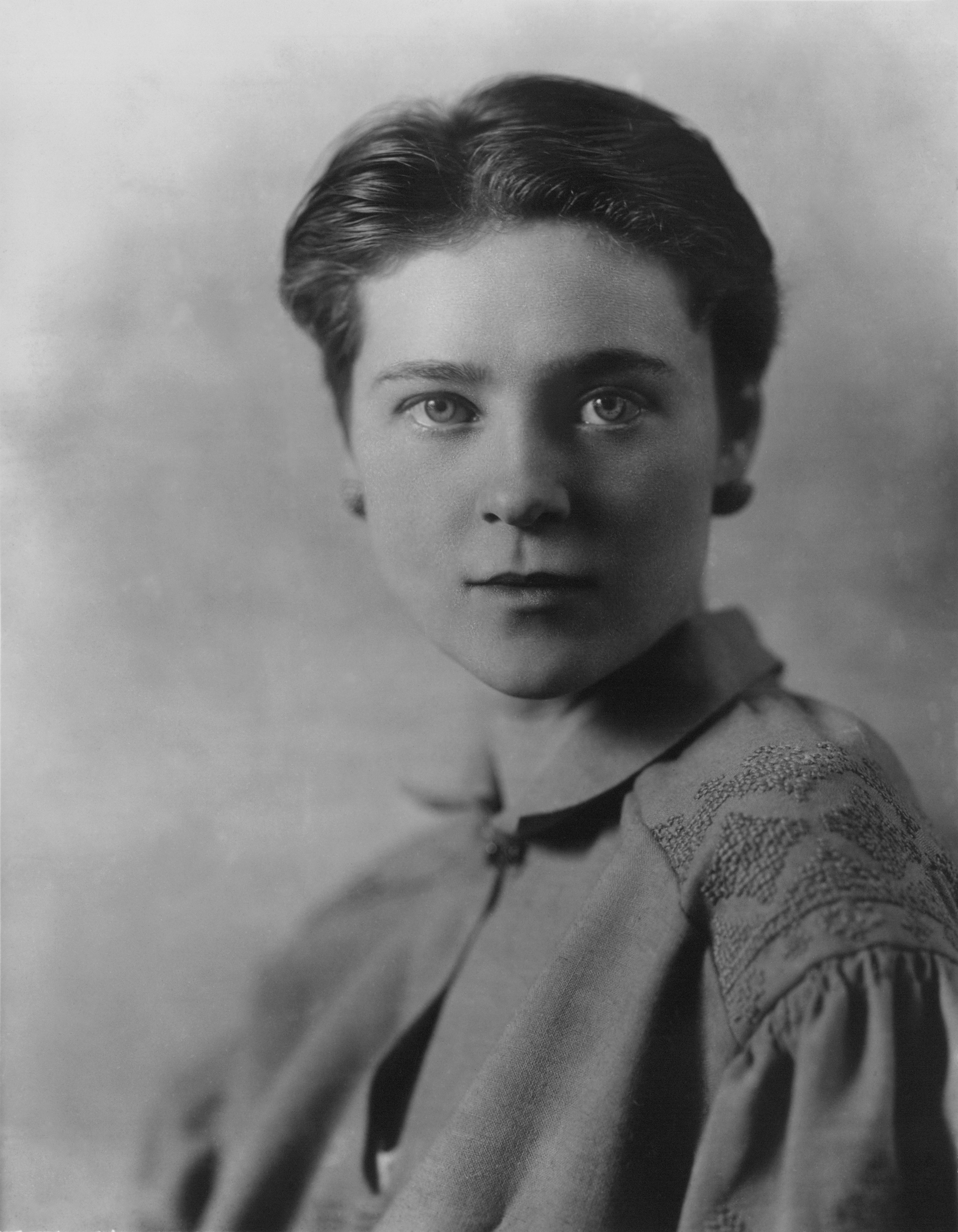
Eva Le Gallienne (1899–1991)

- Le Garrec, Jean (1929–2023), französischer Politiker, Mitglied der Nationalversammlung und Staatssekretär
- Le Garrec, Léa (* 1993), französische Fußballspielerin
- Le Gayic, Tematai (* 2000), französischer Politiker und Unabhängigkeitsbefürworter (Tahiti)
- Le Gendre, Charles (1830–1899), US-amerikanischer General und Diplomat
- Le Gentil, Georges (1875–1953), französischer Hispanist und Lusitanist
- Le Gentil, Guillaume (1725–1792), französischer Astronom
- Le Gentil, Pierre (1906–1989), französischer Romanist, Mediävist und Hispanist
- Lê Gia Tông (1661–1675), vietnamesischer Kaiser der restaurierten Lê-Dynastie
- Le Glay, Edward (1814–1894), französischer Historiker, Romanist und Mediävist
- Le Glay, Marcel (1920–1992), französischer Klassischer Archäologe und Epigraphiker
- Le Goff, Jacques (1924–2014), französischer Historiker
- Le Goff, Nicolas (* 1992), französischer Volleyballspieler
- Le Goff, Paul (1883–1915), französischer Bildhauer
- Le Goff, Vincent (* 1989), französischer Fußballspieler
- Le Goffic, Charles (1863–1932), französischer Dichter, Schriftsteller und Historiker
- Le Gorgeu, Victor Pierre (1881–1963), französischer Politiker und Résistant
- Le Goullon, François (1757–1839), französischer Koch und Autor
- Le Goupil, André (1931–2023), französischer Vielseitigkeitsreiter
- Le Gouz de Gerland, Bénigne (1695–1774), französischer Historiker
- Le Graët, Noël (* 1941), französischer Unternehmer, Politiker und Fußballfunktionär
- Le Grand, Fedde (* 1977), niederländischer House-DJ und MusikproduzentFedde Le Grand (* 1977)

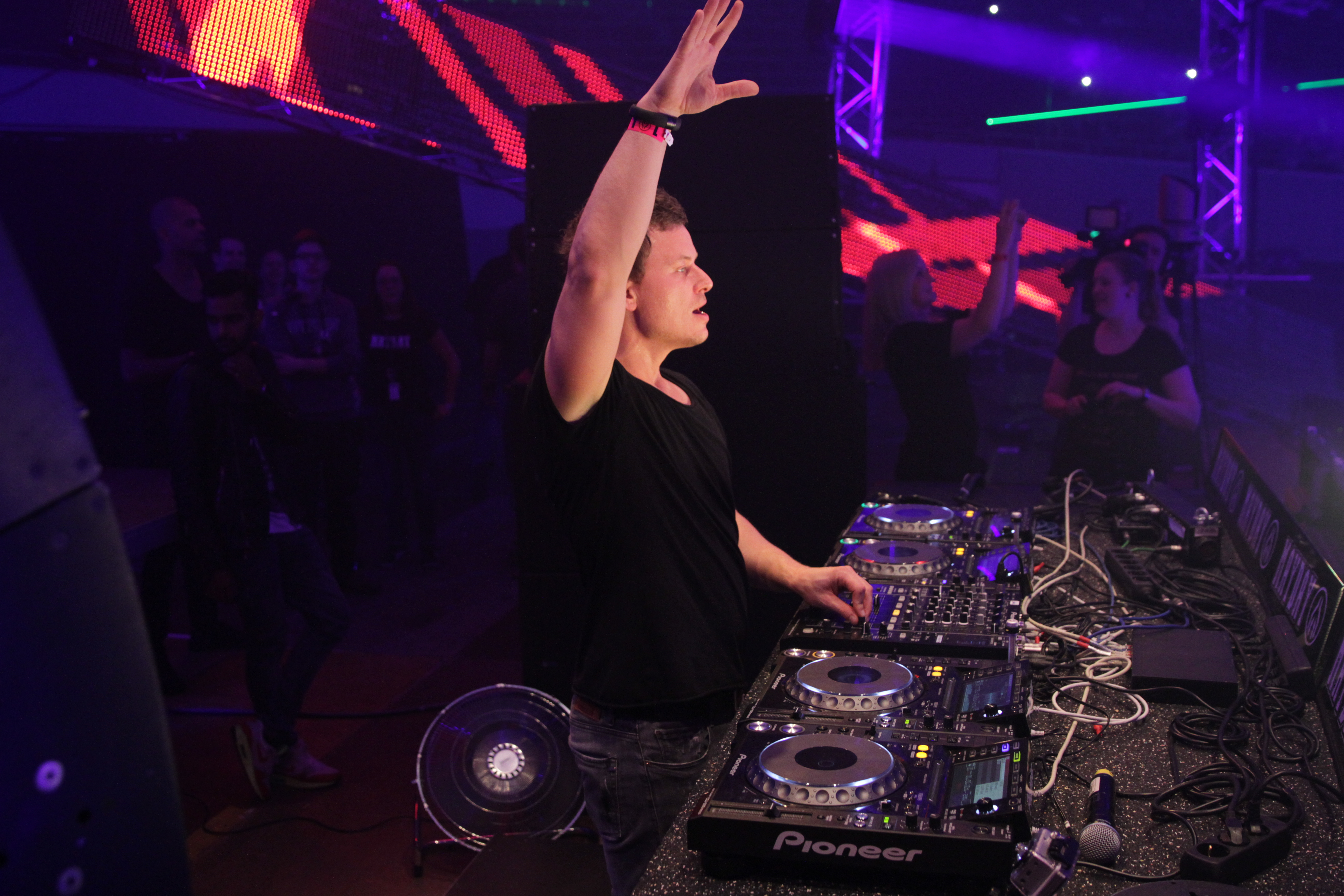
Fedde Le Grand (* 1977)

- Le Gras, August (1864–1915), niederländischer Tier- und Orientalismusmaler, Zeichner und Radierer
- Le Gras, Jacques (1560–1600), französischer Jurist und Dichter
- Le Gras, Philippe (1752–1824), französischer Jurist
- Le Gray, Gustave (1820–1884), Photograph
- Le Grevès, René (1910–1946), französischer Radsportler
- Le Grice, Malcolm (1940–2024), britischer avantgardistischer Filmkünstler und Filmtheoretiker
- Le Grip, Constance (* 1960), französische Politikerin (UMP), MdEP
- Le Groing de La Romagère, Mathias (1756–1841), französischer Bischof
- Le Groing de la Romagère, Pierre-Joseph (1752–1794), französischer Priester, Opfer der Terrorherrschaft während der Französischen Revolution
- Le Gros Clark, Wilfrid (1895–1971), britischer Anatom, Primatologe und Paläoanthropologe
- Le Gros, Pierre der Jüngere (1666–1719), französischer Bildhauer in Rom
- Le Grys, Dave (* 1955), britischer Radrennfahrer
- Le Guay de Prémontval, Pierre (1716–1764), französischer Mathematiker und Philosoph
- Le Guay, Philippe (* 1956), französischer Regisseur, Drehbuchautor und Schauspieler
- Le Guen, Morgan (* 1993), Schweizer Langstreckenläufer
- Le Guen, Paul (* 1964), französischer Fußballspieler und -trainer
- Le Guennant, Auguste (1881–1972), französischer Organist, Komponist und Musikpädagoge
- Le Guern, Michel (1937–2016), französischer Romanist, Literatur- und Sprachwissenschaftler
- Le Guerranic, Ernest (1831–1915), französischer Architekt
- Le Guilloux, Maurice (* 1950), französischer Radrennfahrer
- Le Guin, Ursula K. (1929–2018), amerikanische SchriftstellerinUrsula K. Le Guin (1929–2018)

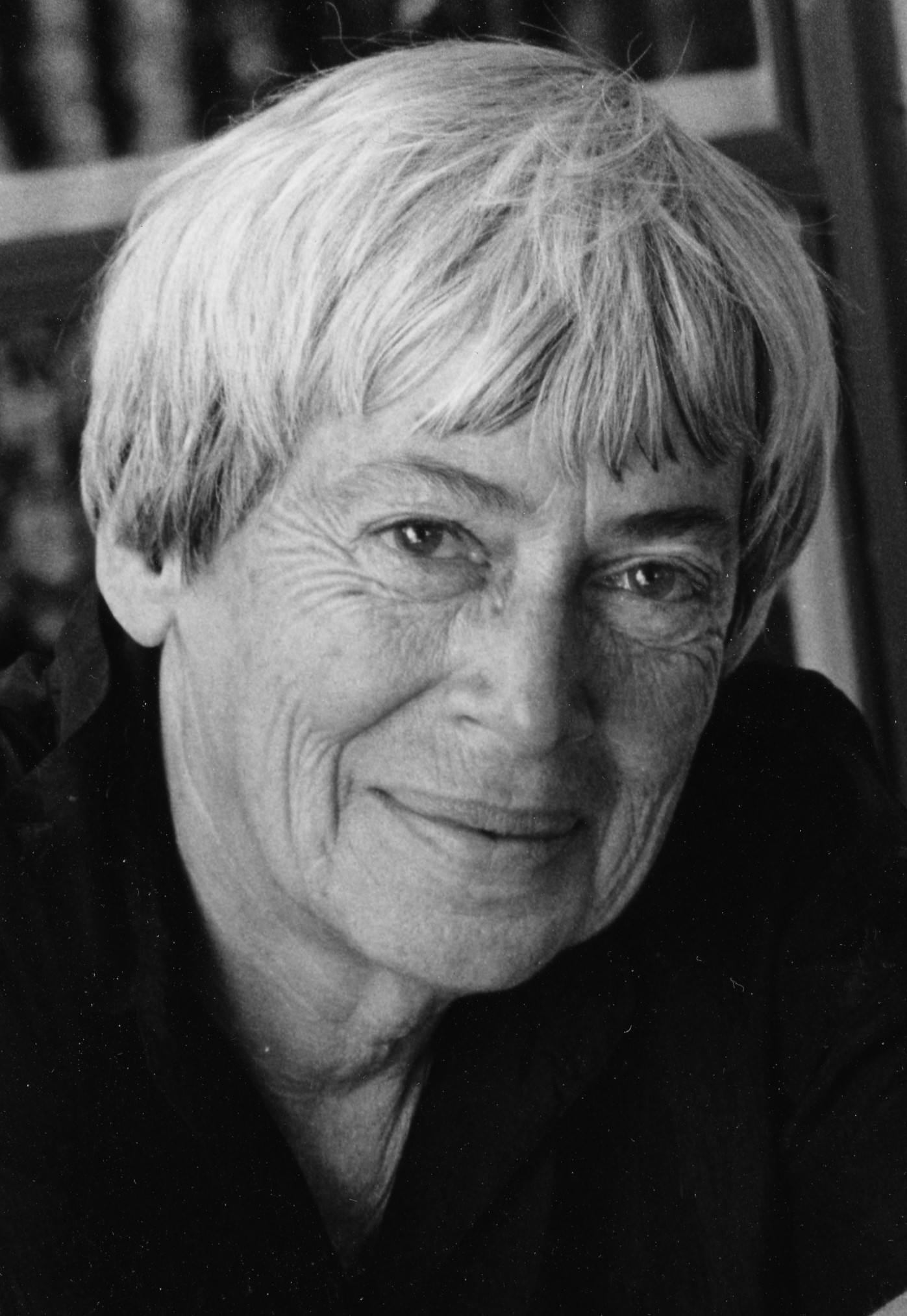
Ursula K. Le Guin (1929–2018)

### Le H
- Le Hanne, Marie (1848–1921), deutsche Sozialreformerin
- Le Hardy de Beaulieu, Philippe (1887–1942), belgischer Fechter
- Le Hénaff, René (1901–2005), französischer Filmeditor und Filmregisseur
- Le Hérissé, Auguste (1876–1953), französischer Administrator von Dahomey
- Lê Hiền Đức (* 1932), vietnamesische Bürgerrechtlerin gegen Korruption
- Lê Hiến Tông (1461–1504), vietnamesischer Kaiser der Lễ-Dynastie
- Le Hingrat, Liliana (* 1967), rumänisch-deutsche Schriftstellerin
- Le Hir, Yves (1919–2005), französischer Romanist, Literaturwissenschaftler und Stilforscher
- Le Hoc, Louis-Grégoire (1743–1810), französischer Diplomat
- Le Hon, Charles (1792–1868), belgischer Politiker
- Lê Hồng Anh (* 1949), vietnamesischer Politiker und General
- Le Hong, Trang (* 1987), deutsch-vietnamesische Schauspielerin
- Le Houérou, Annie (* 1960), französische Politikerin, Mitglied der Nationalversammlung
- Le Houérou, Philippe (* 1957), französischer Wirtschaftswissenschaftler
- Le Huitouze, Eddy (* 2003), französischer Radrennfahrer
- Le Hunte, George (1852–1925), britischer Kolonialbeamter, Gouverneur von South Australia und Trinidad und Tobago
- Le Huray, Judith (* 1954), deutsche Kinder- und Jugendbuchautorin
- Lê Hữu Từ, Thaddée Anselme (1897–1967), vietnamesischer Geistlicher, katholischer Bischof
- Lê Huyền Tông (1654–1671), vietnamesischer Kaiser der restaurierten Lê-Dynastie
- Lê Huỳnh Châu (* 1987), vietnamesischer Taekwondoin
- Lê Hy Tông (1663–1716), vietnamesischer Kaiser der restaurierten Lê-Dynastie
- Le Hyaric, Patrick (* 1957), französischer Politiker, MdEP und Journalist

### Le J
- Le Jan, Yves (* 1952), französischer Mathematiker
- Le Jay, Claudius († 1552), Jesuit aus Savoyen
- Le Jeune, Claude († 1600), franko-flämischer Komponist der Renaissance
- Le Jeune, Jean (1410–1451), französischer Bischof und Kardinal
- Le Jeune, Jean-Marie-Raphaël (1855–1930), französisch kanadischer römisch-katholischer Priester, Linguist
- Le Jeune, Philippe (* 1960), belgischer Springreiter, Einzelweltmeister
- Le Jingyi (* 1975), chinesische Schwimmerin und Olympiasiegerin
- Le Jolis, Auguste François (1823–1904), französischer Kryptogamen- und Algenexperte
- Le Joncour, Florian (* 1995), französischer Fußballspieler

### Le K
- Le Kain, Mademoiselle († 1775), französische Schauspielerin
- Lê Khả Phiêu (1931–2020), vietnamesischer Politiker
- Lê Kính Tông (1588–1619), Herrscher von Vietnam

### Le L
- Le Lamer, René (* 1948), französischer Fußballspieler und -trainer
- Le Lann, Éric (* 1957), französischer Jazztrompeter und Komponist
- Le Lann, Lola (* 1996), französische SchauspielerinLola Le Lann (* 1996)

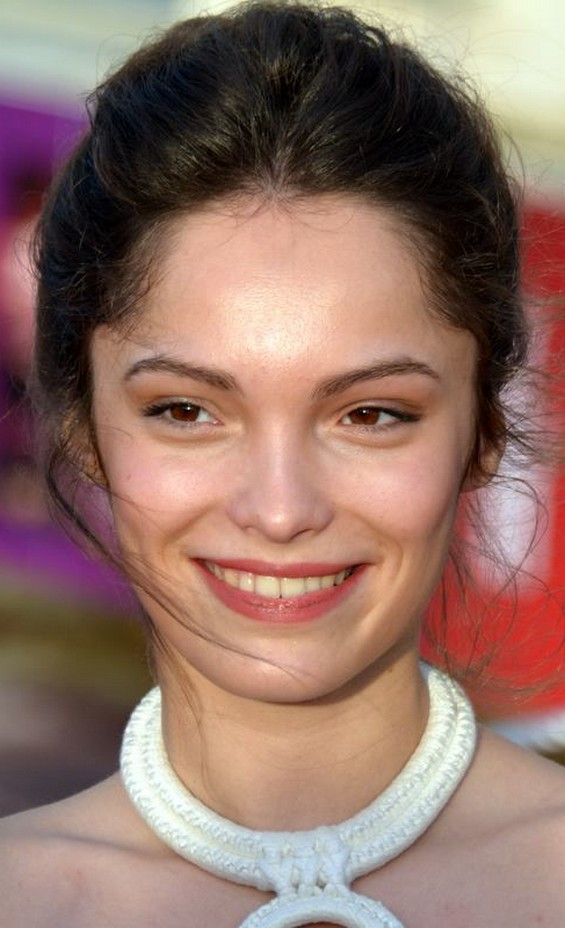
Lola Le Lann (* 1996)

- Le Lannou, Jean-Michel (* 1956), französischer Philosoph
- Le Lavasseur, Jacques, französischer Segler
- Le Lay, David (* 1979), französischer Radrennfahrer
- Le Lay, Patrick (1942–2020), französischer Medienmanager
- Le Lievre, John (1956–2021), englischer Squashspieler
- Le Lionnais, François (1901–1984), französischer Schriftsteller, Wissenschaftsjournalist und Verleger
- Lê Lợi (1385–1433), vietnamesischer Kaiser, erster Kaiser der Lễ-Dynastie
- Le Long, Isaac (1683–1762), deutscher Historiker, Bibliograf und Übersetzer hugenottischer Abkunft
- Le Lorrain, Edward (1931–2018), kanadischer Filmproduzent und Filmeditor
- Le Lorrain, Robert (1666–1743), französischer Bildhauer des Barock
- Le Louchier, Agnes († 1717), französische Tänzerin und Mätresse des bayerischen Kurfürsten Maximilian Emanuel
- Le Ly Hayslip (* 1949), vietnamesisch-amerikanische Schriftstellerin und Philanthropin

### Le M
- Le Magueresse, Jean-Luc (* 1961), französischer Fußballspieler
- Le Mailloux, Mathurin-Marie (1878–1945), französischer römisch-katholischer Ordensgeistlicher und Apostolischer Vikar von Douala
- Le Maingre, Geoffroi, Bischof von Laon, Pair de France
- Le Maingre, Jean I. († 1367), Marschall von Frankreich
- Le Maire de Warzée d’Hermalle, William (1878–1966), belgischer Tennisspieler
- Le Maire, Bruno (* 1969), französischer Politiker (LREM), Minister für Wirtschaft und FinanzenBruno Le Maire (* 1969)

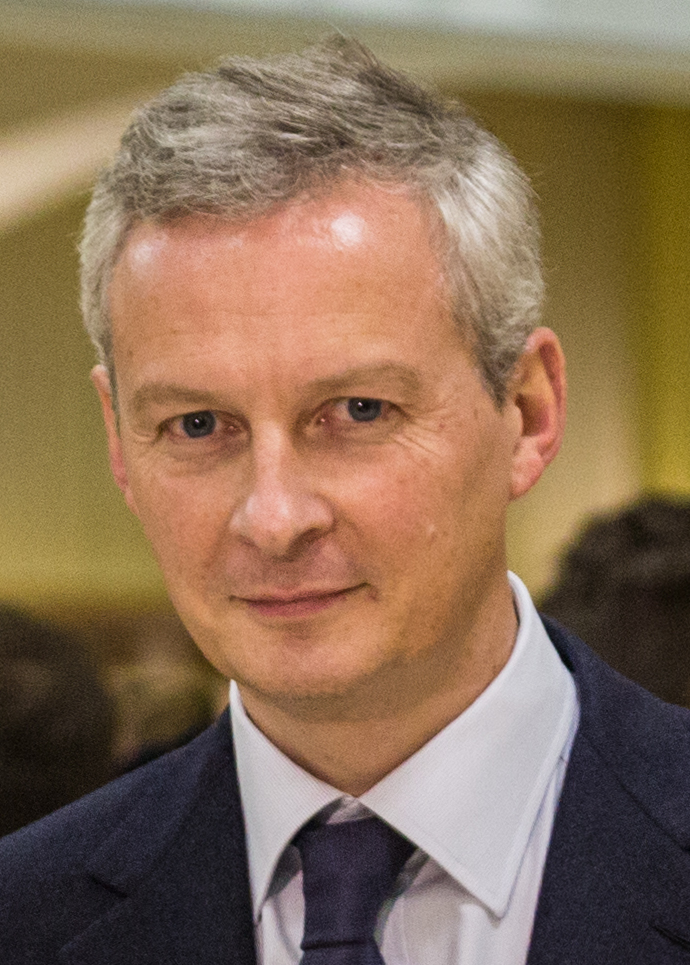
Bruno Le Maire (* 1969)

- Le Maire, Charles (1897–1985), US-amerikanischer Kostümbildner
- Le Maire, Gunther (* 1940), deutscher Kunstmaler
- Le Maire, Isaac († 1624), niederländischer Unternehmer
- Le Maire, Jacob (1585–1616), niederländischer Seefahrer und EntdeckerJacob Le Maire (1585–1616)

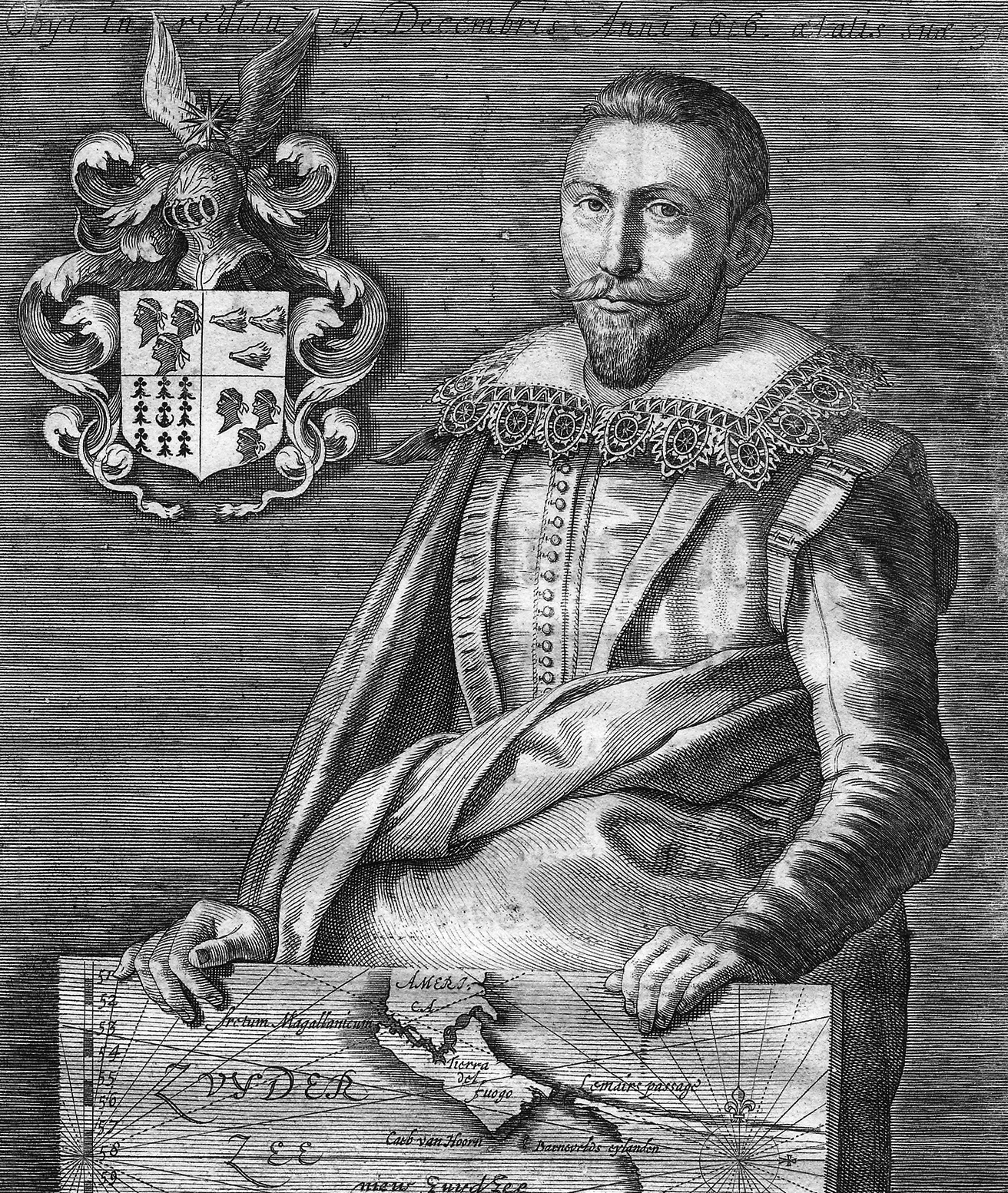
Jacob Le Maire (1585–1616)

- Le Maistre, Albin (1839–1929), deutscher Verwaltungsjurist in Sachsen; erster Polizeipräsident in Dresden
- Le Maistre, Antoine (1608–1658), französischer Rechtsanwalt, Autor, Jansenist und Eremit
- Le Maistre, Mattheus († 1577), franko-flämischer Komponist und Kapellmeister der Renaissance
- Le Maistre, Rudolf Friedrich (1835–1903), deutscher Botschafter
- Le Mar, Gabriel (* 1966), deutscher Musikproduzent und DJ
- Le Marchand, Maxime (* 1989), französischer Fußballspieler
- Le Marchant, Spencer (1931–1986), britischer Politiker, Unterhausabgeordneter
- Le Mare, Mike (1938–2020), US-amerikanischer Tontechniker
- Le Marié des Landelles, Émile (1847–1903), französischer Maler und Bildhauer
- Le Marinel, Paul (1858–1912), deutsch-belgischer Ingenieur und Kolonialadministrator
- Le Mascrier, Jean-Baptiste (1697–1760), französischer Geistlicher und Autor
- Le Masson, Innocent (1627–1703), französischer Mönch, Prior der Grande Chartreuse und Generalminister des Kartäuserordens
- Le Masson, Jobic (* 1968), französischer Jazzmusiker (Piano, Komposition)
- Le Mat, Paul (* 1945), US-amerikanischer Schauspieler
- Le May, Alan (1899–1964), US-amerikanischer Autor
- Le May, Reginald (1885–1972), britischer Kunsthistoriker
- Le Mayeur, Jean (1880–1958), belgischer Maler und Reisender
- Le Mée, Mael (* 1977), französischer Drehbuchautor und Regisseur
- Le Mener, Jean-Yves (* 1952), französischer Kameramann und Unternehmer
- Le Mercier de La Rivière, Pierre-Paul (1719–1801), französischer Ökonom
- Le Mercier, François-Joseph (1604–1690), französischer Jesuit, Missionar in Quebec und Generalsuperior der Missionen in Neufrankreich und Westindien
- Le Mercier, Jean († 1397), Berater der französischen Könige Karl V. und Karl VI.
- Le Messurier, Nicolas, Tonmeister
- Le Mesurier, James (1971–2019), britischer Offizier und NGO-Begründer
- Le Mével, Christophe (* 1980), französischer Radrennfahrer
- Lê Minh Khuê (* 1949), vietnamesische Schriftstellerin
- Lê Minh Sơn (* 1975), vietnamesischer Gitarrist und Komponist
- Le Minor, Léon (1920–2021), französischer Mikrobiologe
- Le Moal, Armand (1914–1999), französischer Radrennfahrer
- Le Moal, Jean (1909–2007), französischer Maler, Theaterdekorateur und Bildhauer
- Le Moignan, Martine (* 1962), englische Squashspielerin
- Le Moignan, Michel (1919–2000), kanadischer Politiker (Québec) und katholischer Priester
- Le Moigne, Sarah (* 1968), englische Badmintonspielerin
- Le Moine, Anna (* 1973), schwedische Curlerin
- Le Moine, Stephanus (1624–1689), französischer reformierter Theologe
- Le Mole, Mario (* 1967), deutscher Sänger der Band Mind Odyssey
- Le Monnier, Anton von (1819–1873), österreichischer Polizist
- Le Monnier, Franz von (1854–1925), österreichischer Geograph
- Le Monnier, Louis Guillaume (1717–1799), französischer Arzt, Botaniker, Mykologe und Enzyklopädist
- Le Montagner, Benjamin (* 1988), französischer Straßenradrennfahrer
- Le Morvan, Charles (1865–1933), französischer Astronom
- Le Moyne de Bienville, Jean-Baptiste († 1767), französischer Kolonist und Gouverneur von Louisiana
- Le Moyne d’Iberville, Pierre (* 1661), Gründer der Kolonie Louisiana
- Le Moyne, John V. (1828–1918), US-amerikanischer Politiker
- Le Moyne, Pierre (1602–1671), französischer Jesuit, Prediger und Schriftsteller
- Le Muet, Pierre (1591–1669), Architekt des französischen Königs in Paris

### Le N
- Le Nain de Tillemont, Louis-Sébastien (1637–1698), französischer Historiker
- Le Nain, Antoine († 1648), französischer Maler
- Le Nain, Louis († 1648), französischer Maler
- Le Nain, Mathieu (1607–1677), französischer Maler
- Le Nain, Pierre (1640–1713), französischer Zisterzienser, Theologe und Ordenshistoriker
- Le Net, Marie (* 2000), französische Radsportlerin
- Le Nevé, Mélissa (* 1989), französische SportkletterinMélissa Le Nevé (* 1989)

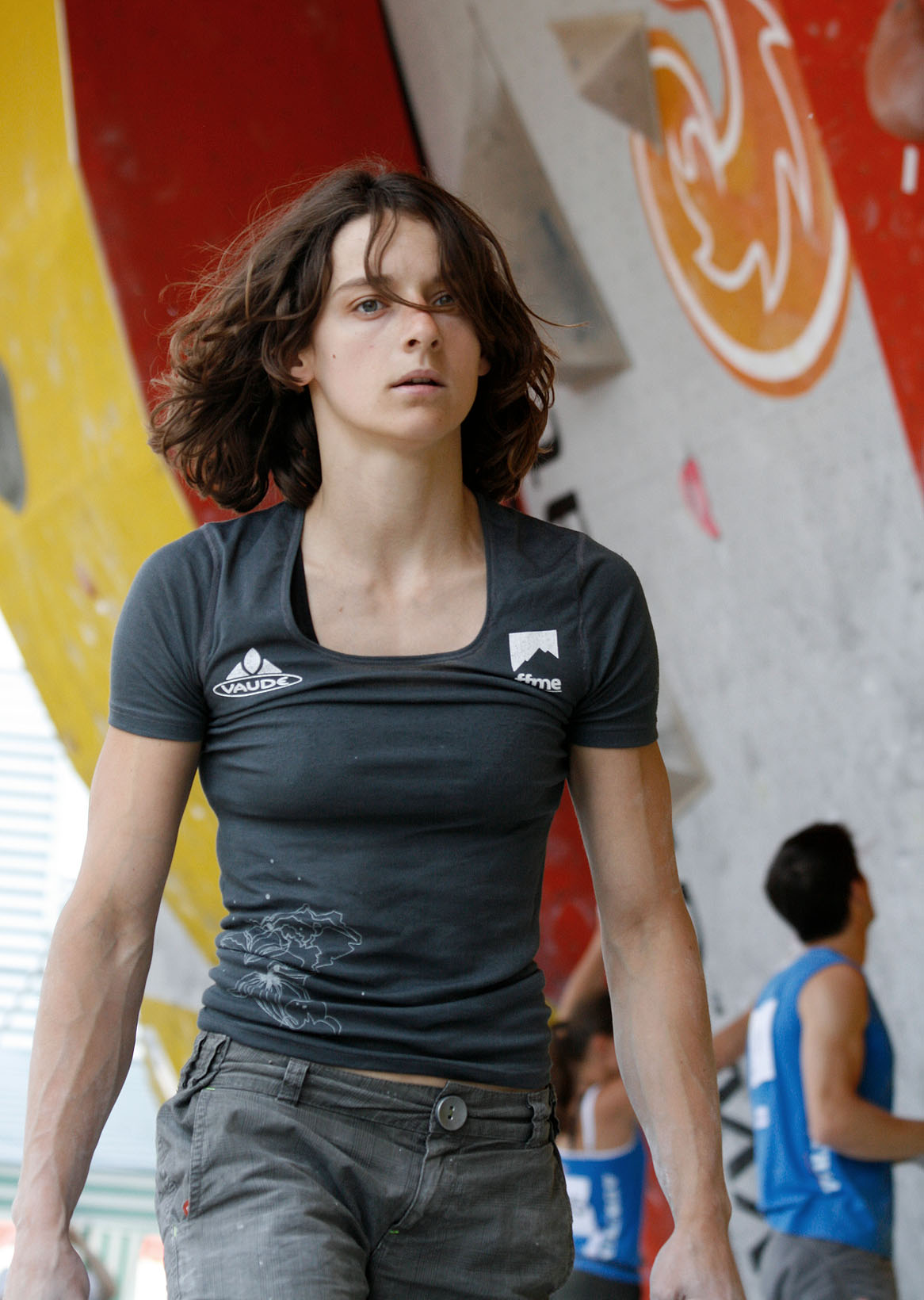
Mélissa Le Nevé (* 1989)

- Le Neve, Oliver (1662–1711), englischer Landjunker
- Lê Nghi Dân (1439–1460), Kaiser von Vietnam
- Lê Ngọc Nguyên Nhung (* 1984), vietnamesische Badmintonspielerin
- Lê Ngọc Phúc (* 2002), vietnamesischer Sprinter
- Lê Ngọc Phượng (* 1982), vietnamesische Leichtathletin
- Lê Nhân Tông (1441–1459), vietnamesischer Kaiser, zweiter Kaiser der Lễ-Dynastie
- Le Nizerhy, Roger (1916–1999), französischer Radrennfahrer
- Le Noble, Eustache (1643–1711), französischer Schriftsteller
- Le Noble, Franz von (1707–1772), preußischer Oberst
- Le Noir, Bourgot, französische Buchmalerin
- Le Noir, Jean, französischer Buchmaler
- Le Nordez, Albert (1844–1922), französischer Geistlicher und Bischof von Dijon
- Le Normand, Franck (1931–2025), französischer Radrennfahrer
- Le Normand, Robin (* 1996), spanisch-französischer Fußballspieler
- Le Nôtre, André (1613–1700), französischer GartengestalterAndré Le Nôtre (1613–1700)

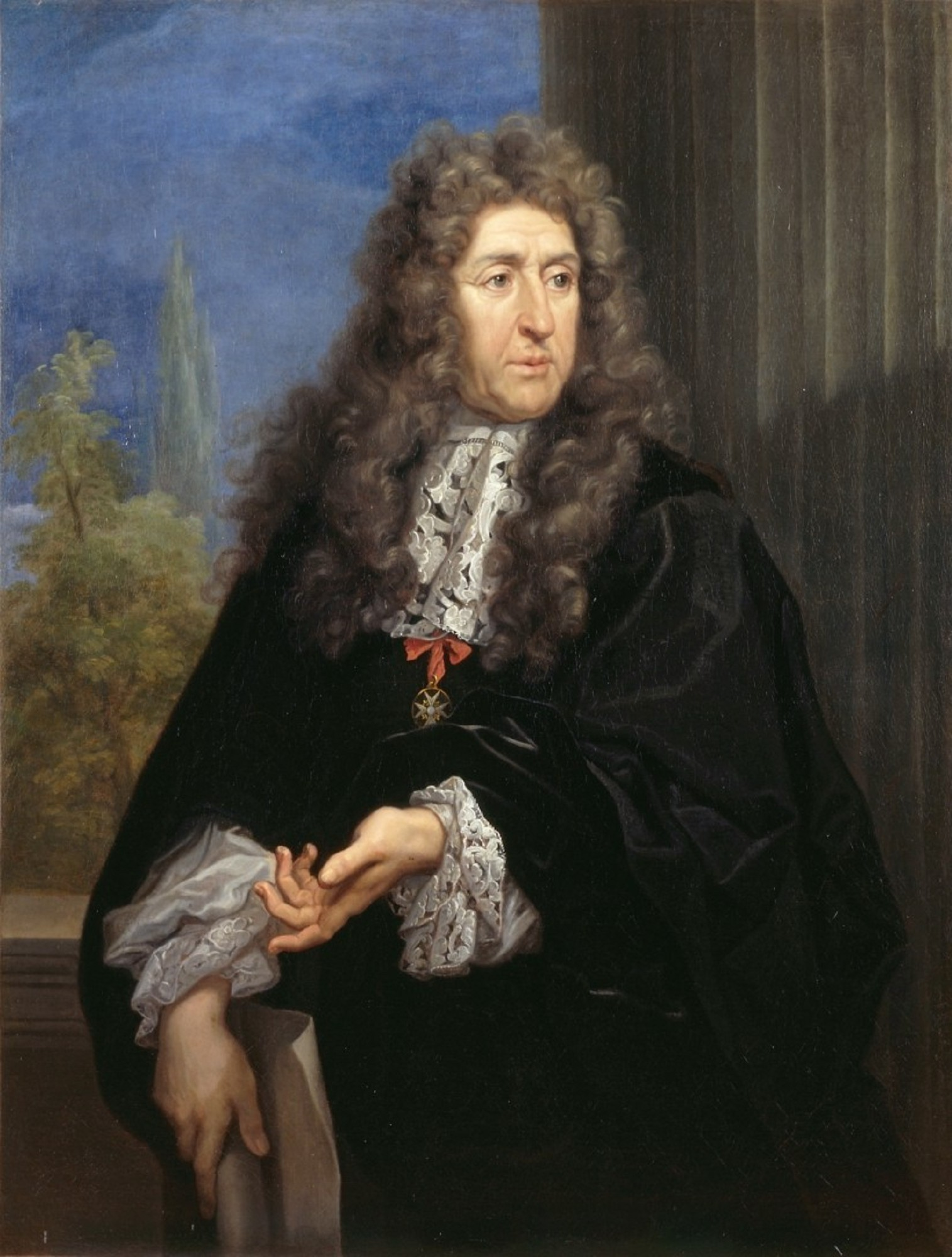
André Le Nôtre (1613–1700)

- Le Nouvel, Isabelle (* 1973), französische Schriftstellerin, Dramaturgin und Schauspielerin
- Le Ny, Anne (* 1962), französische Schauspielerin

### Le P
- Le Page, Sally, britische Evolutionsbiologin und Wissenschaftskommunikatorin
- Le Paige, Constantin (1852–1929), belgischer Mathematiker
- Le Paige, Louis Adrien (1712–1803), französischer Jurist und Publizist
- Le Pailleur, Jacques († 1654), französischer Dichter und Mathematiker
- Le Parc, Julio (* 1928), argentinischer kinetischer Künstler
- Le Pautre, Antoine (1621–1691), französischer Architekt
- Le Pays, René († 1690), französischer Schriftsteller
- Le Péchoux, Erwann (* 1982), französischer Florettfechter
- Le Pecq de la Clôture, Louis (1736–1804), französischer Arzt und Professor der Chirurgie
- Le Peletier de Saint-Fargeau, Louis-Michel (1760–1793), Politiker während der Französischen Revolution
- Le Peletier, Amédée Louis Michel (1770–1845), französischer Entomologe
- Le Pen, Jean-Marie (1928–2025), französischer Politiker, Vorsitzender des Front National, MdEP, Rechtsextremist und Holocaustleugner
- Le Pen, Marie-Caroline (* 1960), französische Politikerin
- Le Pen, Marine (* 1968), französische Politikerin (RN), MdEPMarine Le Pen (* 1968)

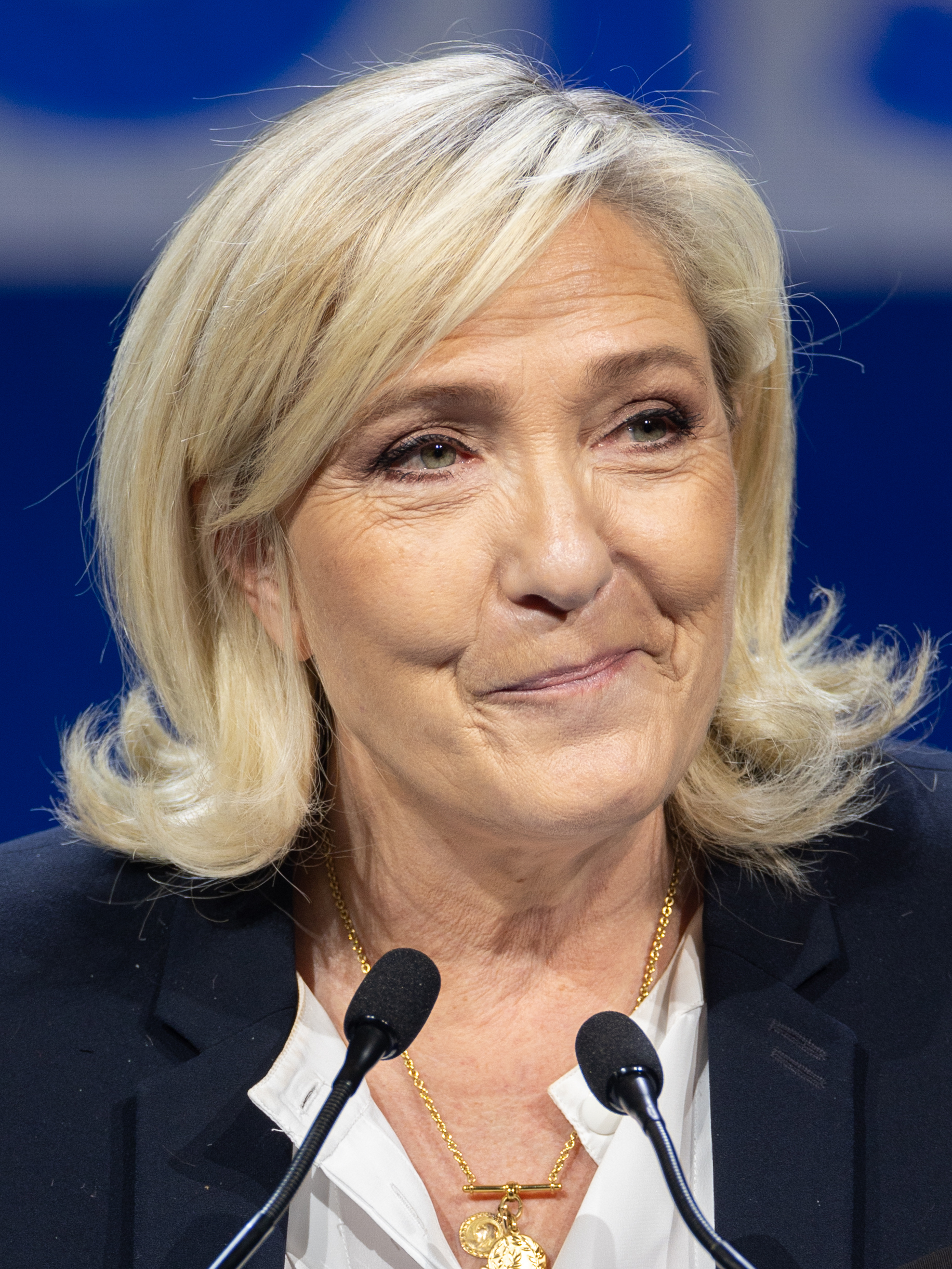
Marine Le Pen (* 1968)

- Le Pennec, Émilie (* 1987), französische Turnerin
- Le Pensec, Louis (1937–2024), französischer Politiker (PS), Mitglied der Nationalversammlung
- Le Père, Gratien (1769–1826), leitender Ingenieur des damaligen Vorläufers der französischen École Nationale des Ponts et Chaussées
- Le Père, Jacques-Marie (1763–1841), französischer Ingenieur
- Le Person, Paul (1931–2005), französischer Schauspieler
- Le Petit, Alfred (1841–1909), französischer Maler und Karikaturist
- Le Petit, Claude (1638–1662), französischer Libertin und satirischer Schriftsteller
- Lê Phạm Thành Long (* 1996), vietnamesischer Fußballspieler
- Lê Phong Thuân, Emmanuel (1930–2010), vietnamesischer Geistlicher, Bischof von Cần Thơ
- Le Picard de Phélippeaux, Louis Edmond Antoine (1767–1799), französischer Militär und Emigrant
- Le Pichon, Xavier (1937–2025), französischer Geologe
- Le Picq, Charles (1744–1806), französischer Balletttänzer und Choreograf
- Le Play, Julian (* 1991), österreichischer Sänger, Songwriter und RadiomoderatorJulian le Play (* 1991)

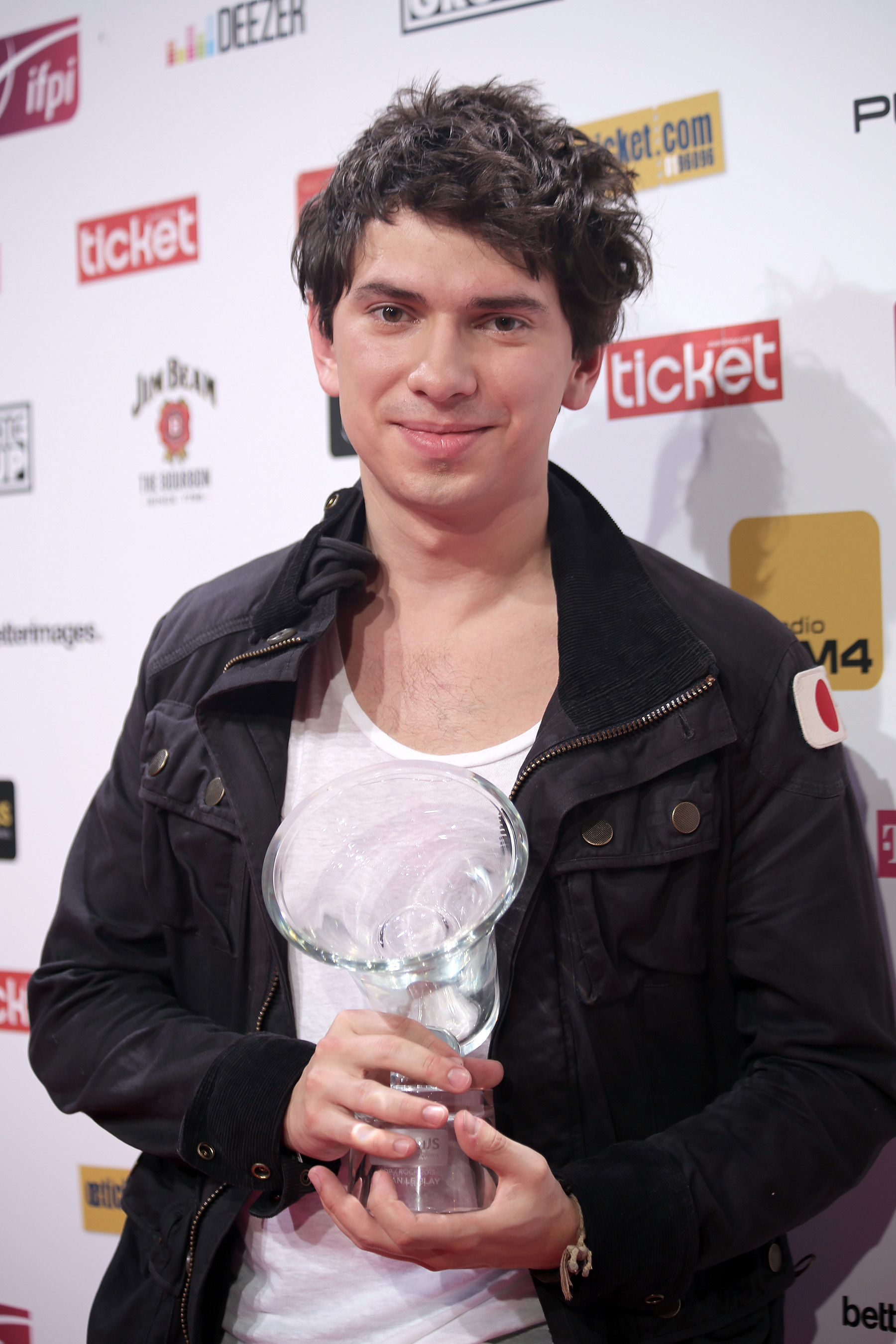
Julian le Play (* 1991)

- Le Play, Pierre Guilleaume Fréderic (1806–1882), französischer Ingenieur, Ökonom, Soziologe und Sozialreformer
- Le Plongeon, Alice Dixon (1851–1910), britische Fotografin
- Le Plongeon, Augustus (1825–1908), britischer Fotograf und Hobby-Archäologe
- Le Poer, Richard (* 1987), britischer Polospieler
- Le Poer, Roger, Lordkanzler und Siegelbewahrer von England
- Le Pogam, Pierre-Ange (* 1954), französischer Filmproduzent
- Le Poittevin, Alfred (1816–1848), französischer Schriftsteller
- Le Poole, Sandra (* 1959), niederländische Hockeyspielerin
- Le Pors, Anicet (* 1931), französischer Politiker (PCF), Senator
- Le Pottier, Justine (* 1983), französische Schauspielerin und Drehbuchautorin
- Le Poulain, Corinne (1948–2015), französische Schauspielerin
- Le Poulain, Jean (1924–1988), französischer Schauspieler und Regisseur
- Le Preux, Jean, Buchdrucker in Morges und Bern
- Le Prévost, Auguste (1787–1859), französischer Archäologe und Historiker
- Le Prince, Louis (* 1842), französischer Chemiker, Erfinder und FilmpionierLouis Le Prince (* 1842)

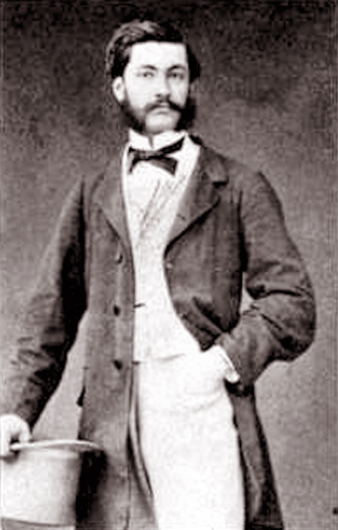
Louis Le Prince (* 1842)

- Le Puits, Yann (* 1951), französischer Schriftsteller

### Le Q
- Lê Quan Ninh (* 1961), französischer Perkussionist
- Lê Quang, Vincent (* 1975), französischer Jazzmusiker (Saxophone, Komposition)
- Le Quellec, Vincent (* 1975), französischer Radrennfahrer
- Le Quément, Patrick (* 1945), französischer Autodesigner
- Le Quéré, Corinne (* 1966), kanadische Klimawissenschaftlerin
- Le Querrec, Guy (* 1941), französischer Fotograf und Filmemacher
- Le Queux, William (1864–1927), englischer Journalist, Schriftsteller und Diplomat französischer Abstammung
- Le Quien, Michel (1661–1733), französischer Dominikaner, Bibliothekar, Dogmatiker, Kirchenhistoriker
- Le Quieu, Antoine (1601–1676), französischer römisch-katholischer Geistlicher, Dominikaner und Ordensgründer
- Le Quintrec, Charles (1926–2008), französischer Dichter und Schriftsteller

### Le R
- Le Rachinel, Fernand (* 1942), französischer Politiker, MdEP
- Le Ray, Alain (1910–2007), französischer General und Widerstandskämpfer
- Le Renard, Michel, französischer Badmintonspieler
- Le Riche, Nicolas (* 1972), französischer Balletttänzer
- Le Rider, Georges (1928–2014), französischer Altertumswissenschaftler, Numismatiker und Bibliothekar
- Le Rider, Jacques (* 1954), französischer Germanist und Kulturwissenschaftler
- Le Roi, Wolfram de (1874–1956), deutscher Flugpionier
- Le Romain, Jacques Dumont (1704–1781), französischer Maler, Zeichner und Radierer des Rokoko
- Le Romain, Jean-Baptiste-Pierre († 1780), französischer Ingenieur und Beiträger zur Encyclopédie
- Le Rond, Henri (1864–1949), französischer General und Leiter der Interalliierten Regierungs- und Plebiszitkommission in Oberschlesien
- Le Rossignol, Robert (1884–1976), englischer Ingenieur
- Le Rouge, Georges Louis, Kartograph, Architekt, Zeichner und Kupferstecher
- Le Rouge, Guillaume, franko-flämischer Komponist und Sänger der frühen Renaissance
- Le Rouge, Gustave (1867–1938), französischer Schriftsteller
- Le Roux de Lincy, Antoine (1806–1869), französischer Bibliothekar, Romanist und Mediävist
- le Roux, Annemarie (* 1963), südafrikanische Hürdenläuferin
- Le Roux, Bruno (* 1965), französischer Politiker
- Le Roux, Gaspard († 1707), französischer Cembalist und Komponist des Barock
- le Roux, Jandre (* 1980), US-amerikanischer Schauspieler
- Le Roux, Jean-Marie (1863–1949), französischer Mathematiker
- Le Roux, Kévin (* 1989), französischer Volleyballspieler
- Le Roux, Paul († 1944), belgischer römisch-katholischer Geistlicher und Märtyrer
- Le Roux, Paul (* 1972), simbabwischer Informatiker und KriminellerPaul Le Roux (* 1972)

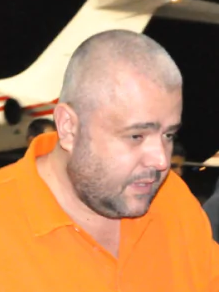
Paul Le Roux (* 1972)

- Le Roux, Philibert-Joseph, französischer Lexikograf
- Le Roux, Yvon (* 1960), französischer Fußballspieler und -trainer
- Le Rouzic, Zacharie (1864–1939), französischer Prähistoriker und Fotograf
- Le Roy de Méricourt, Alfred (1825–1901), französischer Arzt
- Le Roy Ladurie, Emmanuel (1929–2023), französischer Historiker und Schriftsteller
- Le Roy, Adrian († 1598), französischer Lautenist, Musikverleger und Komponist
- Le Roy, Charles (1726–1779), französischer Arzt und Enzyklopädist
- Le Roy, Charles-Georges (1723–1789), französischer Literat, Enzyklopädist und Naturforscher
- Le Roy, Claude (* 1948), französischer Fußballspieler und -trainerClaude Le Roy (* 1948)

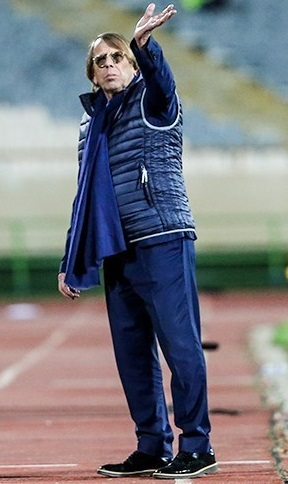
Claude Le Roy (* 1948)

- Le Roy, Édouard (1870–1954), französischer Philosoph und Mathematiker
- Le Roy, Eugène (1836–1907), französischer Schriftsteller
- Le Roy, Fulgence Werner (1924–2017), belgischer Ordensgeistlicher, römisch-katholischer Bischof von Pietersburg
- Le Roy, Guillaume († 1493), Buchdrucker v. a. in Lyon
- Le Roy, Henri L. (1926–2015), Schweizer Agrarwissenschaftler, Biometriker und Populationsgenetiker
- Le Roy, Jean-Baptiste (1720–1800), französischer Universalgelehrter, Direktor der Académie royale des sciences und einer der Hauptbeiträger der Encyclopédie
- Le Roy, Jean-Pierre (* 1953), Schweizer Schauspieler
- Le Roy, Julien (1686–1759), französischer Uhrmacher
- Le Roy, Louis (1510–1577), französischer Gräzist und Übersetzer
- Le Roy, Maximilien (* 1985), französischer Comiczeichner
- Le Roy, Philibert († 1646), französischer Baumeister
- Le Roy, Pierre (1717–1785), französischer Uhrmacher, Erfinder
- Le Roy, Xavier (* 1963), französischer Tänzer, Choreograph und Performancekünstler
- Le Roy, Yves (* 1951), französischer Leichtathlet
- Le Royer, Philippe (1816–1897), französischer Politiker, Mitglied der Nationalversammlung
- Le Rue, Paul-Henri de (* 1984), französischer Snowboarder
- Le Rue, Xavier de (* 1979), französischer Snowboarder
- Le Rumeur, Guy (1901–2003), französischer Offizier und Schriftsteller

### Le S
- Le Sage, Bill (1927–2001), britischer Jazzpianist
- Le Sage, Éric (* 1964), französischer Pianist
- Le Sann, Clayton (* 1995), Schweizer Basketballspieler
- Le Sauteur, Claude (1926–2007), kanadischer Maler
- Le Sauvage, Jean (1455–1518), Lordkanzler des Herzogtums Brabant
- Le Saux, Graeme (* 1968), englischer FußballspielerGraeme Le Saux (* 1968)

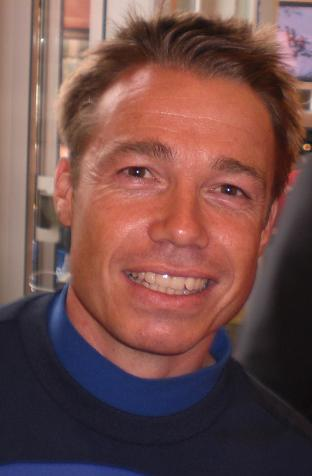
Graeme Le Saux (* 1968)

- Le Saux, Yannick (* 1965), französischer Fußballspieler
- Le Saux, Yorick (* 1968), französischer Kameramann
- Le Saux, Yves (* 1960), französischer Geistlicher, römisch-katholischer Bischof von Le Mans
- Le Scrope, Richard (1350–1405), englischer Kirchenfürst
- Le Secq, Henri (1818–1882), französischer Maler, Radierer, Kunstsammler und Fotograf
- Le Sénéchal, Louis (1910–1977), französischer Politiker, Mitglied der Nationalversammlung
- Le Sénéchal, Raymond (1930–1978), französischer Jazzpianist und Vibraphonist
- Le Seur, Eduard (1873–1956), deutscher evangelischer Theologe und Schauspieler
- Le Seur, Marie (1843–1898), deutsche Theaterschauspielerin
- Le Seur, Paul (1877–1963), deutscher evangelischer Theologe
- Le Seur, Rosa (1846–1920), deutsche Theaterschauspielerin und Sängerin (Sopran)
- Le Seur, Thomas (1703–1770), französischer Ordenspriester, Mathematiker und Physiker
- Le Shuuk (* 1987), deutscher DJLe Shuuk (* 1987)

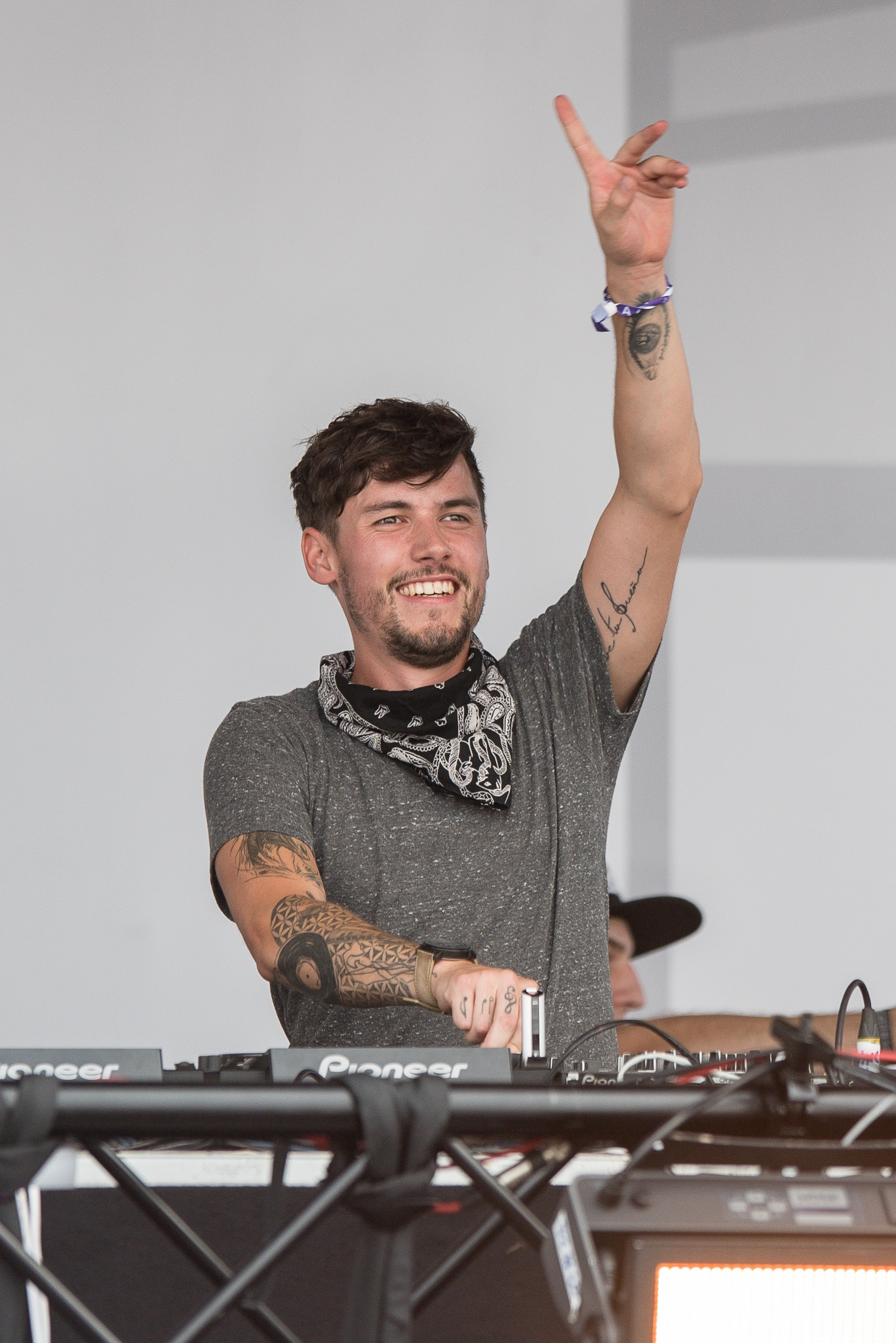
Le Shuuk (* 1987)

- Le Sidaner, Henri (1862–1939), französischer Maler
- Le Soldat, Judith (1947–2008), Schweizer Psychoanalytikerin, Forscherin, Dozentin und Autorin
- Le Sommer, Eugénie (* 1989), französische FußballspielerinEugénie Le Sommer (* 1989)

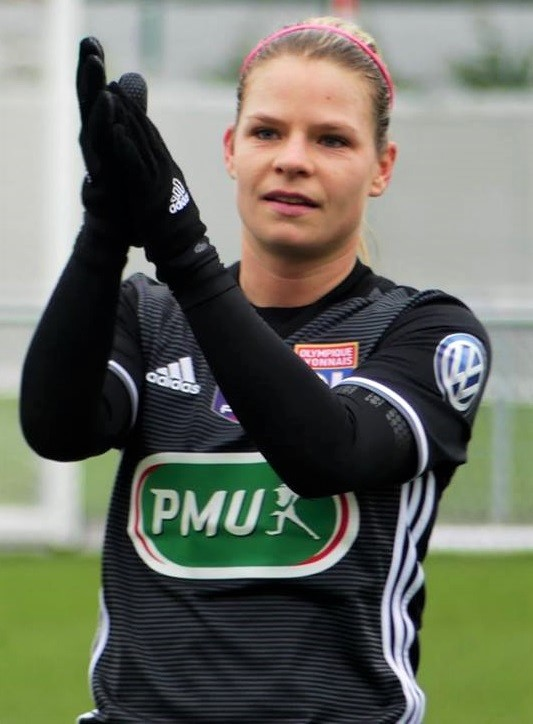
Eugénie Le Sommer (* 1989)

- Le Souëf, Dudley (1856–1923), australischer Zoologe, Zoodirektor und Naturfotograf
- Le Soufaché, Joseph-Michel (1804–1887), französischer Architekt des Historismus
- Le Sourd, Philippe, französischer Kameramann
- Le Squer, Christian (* 1962), französischer Koch
- Le Strange, Guy (1854–1933), britischer Historischer Geograph und Orientalist
- Le Strat, Alexis (1898–1970), französischer Politiker (SFIO), Mitglied der Nationalversammlung
- Le Strat, Ange (1918–1999), französischer Radrennfahrer
- Le Sueur, Blaise Nicolas (1714–1783), französischer Maler
- Le Sueur, Eustache (1616–1655), französischer Maler
- Le Sueur, Jacques-Philippe (1757–1830), französischer Bildhauer des Klassizismus
- Le Sueur, Meridel (1900–1996), US-amerikanische Autorin und Frauenrechtlerin
- Le Sueur, Terry (* 1942), britischer Politiker, Chief Minister von Jersey
- Le Suire, Günther von (1846–1906), bayerischer Generalmajor und Kammerherr
- Le Suire, Hermann von (1861–1933), deutscher Landschaftsmaler
- Le Suire, Karl von (1898–1954), deutscher General der Gebirgstruppe im Zweiten Weltkrieg
- Le Suire, Wilhelm von (1787–1852), bayerischer Generalleutnant, bayerischer und griechischer Kriegsminister

### Le T
- Le Tagaloa, Aiono Fanaafi (1932–2014), samoanische Matai und Politikerin
- Le Tallec, Anthony (* 1984), französischer Fußballspieler
- Le Tallec, Damien (* 1990), französischer Fußballspieler
- Le Tanneux von Saint Paul, Hans Friedrich (1897–1961), deutscher Verwaltungsbeamter
- Le Tanneux von Saint Paul, Moritz (1813–1892), preußischer Landrat im Kreis Heiligenbeil (1854–1869)
- Le Tellier, Auguste (1783–1844), Mitglied der Pairskammer
- Le Tellier, Charles Maurice (1642–1710), Erzbischof von Reims
- Le Tellier, Hervé (* 1957), französischer Schriftsteller und KolumnistHervé Le Tellier (* 1957)

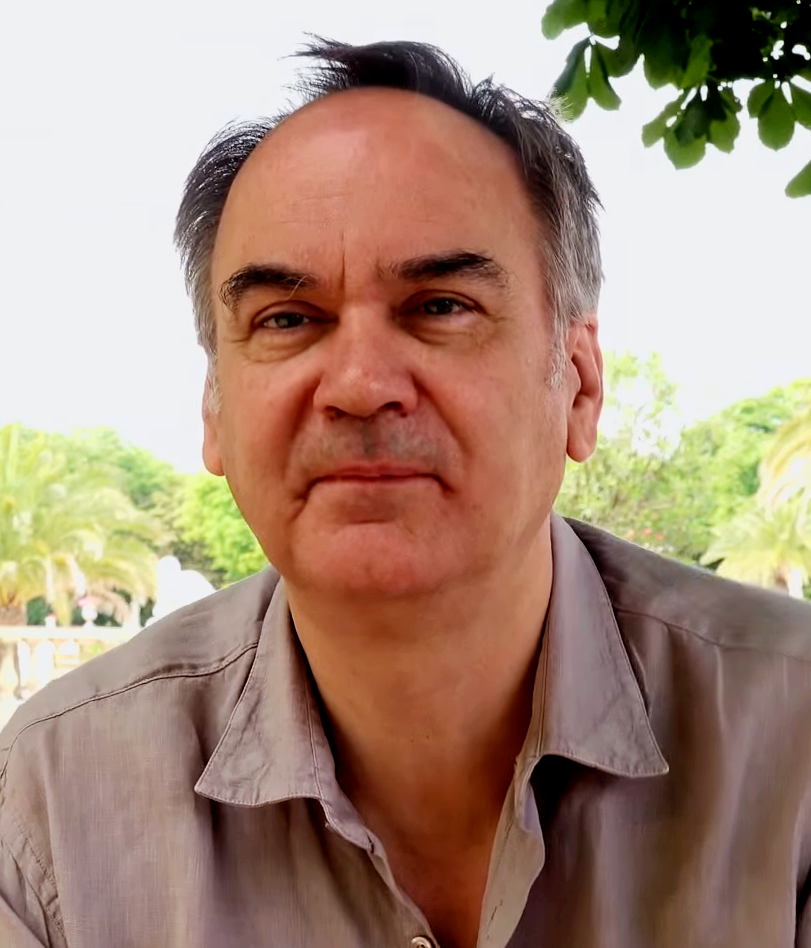
Hervé Le Tellier (* 1957)

- Le Tellier, Louis-Charles-César (1695–1771), französischer General, Marschall von Frankreich
- Le Tellier, Michel (1643–1719), französischer Jesuit, Provinzial des Jesuitenordens und Beichtvater Ludwigs XIV.
- Le Tendre, Serge (* 1946), französischer Comicautor und Texter
- Le Tensorer, Jean-Marie (* 1947), französischer Archäologe
- Le Testu, Guillaume († 1573), französischer Kartograf
- Lê Thái Tông (1423–1442), vietnamesischer Kaiser, zweiter Kaiser der Lê-Dynastie
- Lê Thần Tông (1607–1662), Herrscher von Vietnam
- Lê Thế Tông (1567–1599), Herrscher von Vietnam
- Le Theule, Joël (1930–1980), französischer Politiker, Mitglied der Nationalversammlung
- Le Thomas, Annick (1936–2024), französische Botanikerin
- Le Thomas, Pia (1920–2009), französische Zisterzienserin, Äbtissin und Klostergründerin
- Lê Tiến Long (* 2001), vietnamesischer Langstreckenläufer
- Le Tissier, Darren (* 1968), britischer Badmintonspieler
- Le Tissier, Matthew (* 1968), britischer FußballspielerMatthew Le Tissier (* 1968)

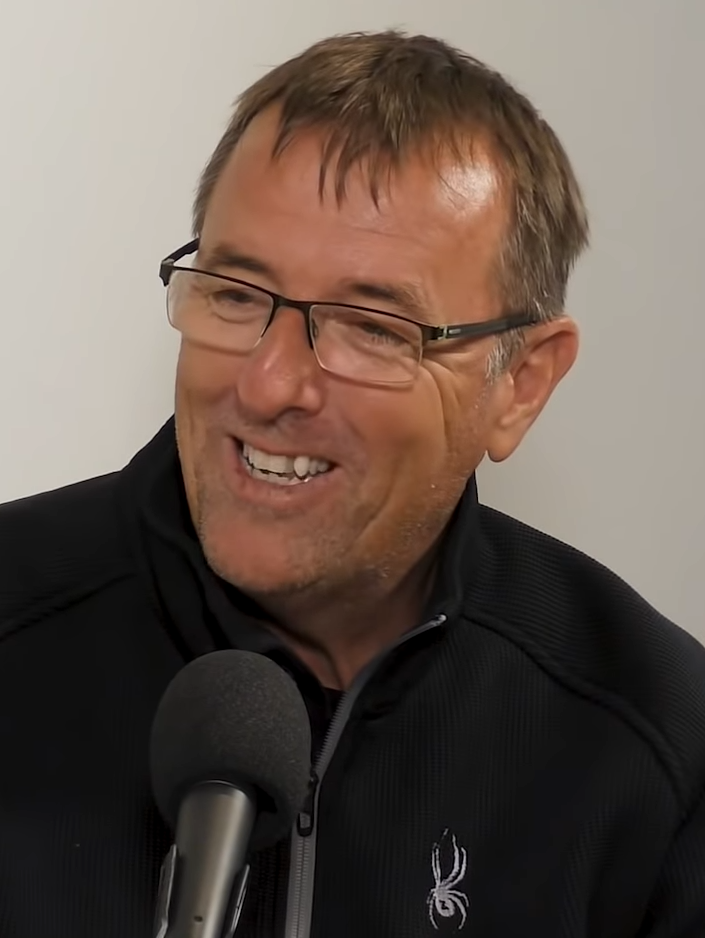
Matthew Le Tissier (* 1968)

- Le Tissier, Tony (* 1932), britischer Historiker
- Le Tocq, Paul (* 1981), walisischer Badmintonspieler
- Le Tonnelier de Breteuil, Achille (1781–1864), französischer Politiker und Diplomat
- Le Tonnelier de Breteuil, Louis Nicolas (1648–1728), französischer Diplomat und königlicher Berater
- Le Tourneur, Étienne-François (1751–1817), französischer Politiker
- Le Tourneur, Pierre (1737–1788), französischer Literat und Übersetzer
- Le Toux, Sébastien (* 1984), französischer Fußballspieler
- Le Touze, Guillaume (* 1968), französischer Schriftsteller
- Lê Trang Tông (1514–1548), vietnamesischer Kaiser der Lễ-Dynastie
- Le Trividic, Pierre (1898–1960), französischer Maler und Buchillustrator
- Le Trocquer, Yves (1877–1938), französischer Politiker und Ingenieur
- Le Troquer, André (1884–1963), französischer Politiker (SFIO), Mitglied der Nationalversammlung
- Le Trosne, Guillaume-François (1728–1780), französischer Jurist und Ökonom
- Lê Trung Trung, südvietnamesischer Radrennfahrer
- Lê Tú Chinh (* 1997), vietnamesische Leichtathletin
- Lê Tương Dực (1495–1516), vietnamesischer Kaiser der Lễ-Dynastie
- Le Tyrant, Albert (* 1946), französischer Bogenschütze

### Le U
- Lê Uy Mục (1488–1509), vietnamesischer Kaiser der Lễ-Dynastie

### Le V
- Le Va, Barry (1941–2021), US-amerikanischer Künstler
- Lê Văn Hoạch (1896–1978), südvietnamesischer Politiker
- Lê Văn Hông, François-Xavier (* 1940), vietnamesischer Geistlicher, emeritierter römisch-katholischer Erzbischof von Huê
- Lê Văn Hưu (1230–1322), vietnamesischer Gelehrter und Historiker zur Zeit der Trần-Dynastie
- Lê Văn Tân (* 1984), vietnamesisch-ghanaischer Fußballspieler
- Le Van Thiem (1918–1991), vietnamesischer Mathematiker
- Lê Văn Viễn (1904–1972), südvietnamesischer General und Mafiaboss
- Le Vau, Louis (1612–1670), französischer Baumeister in Paris
- Le Vell, Michael (* 1964), englischer Schauspieler
- Le Veneur de Tillières, Alexis (1746–1833), französischer Divisionsgeneral und Politiker
- Le Ver, Firmin († 1444), französischer Karthäusermönch, Philologe, Romanist und Lexikograf
- Le Verrier, Max (1891–1973), französischer Bildhauer
- Le Verrier, Urbain (1811–1877), französischer Mathematiker und AstronomUrbain Le Verrier (1811–1877)

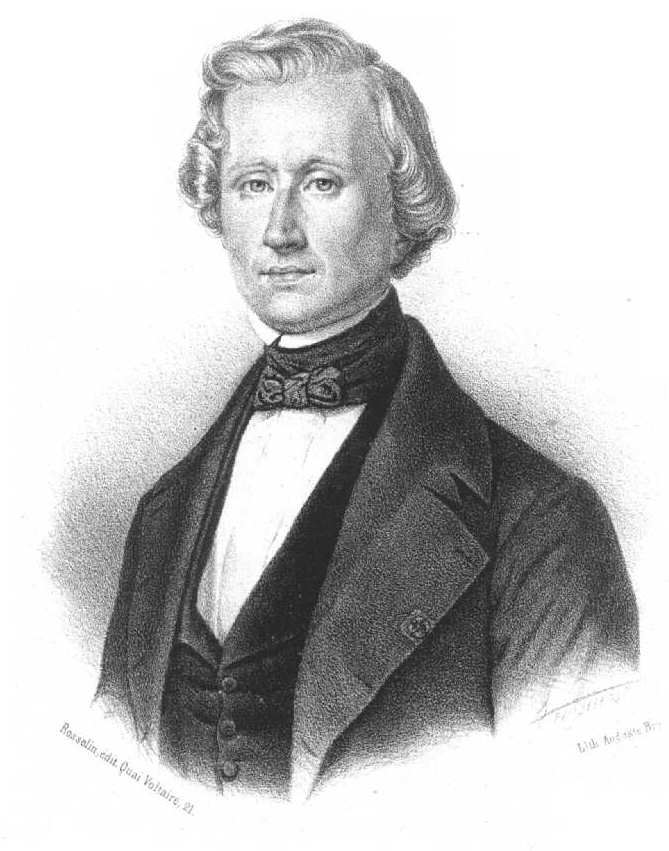
Urbain Le Verrier (1811–1877)

- Le Vert, Jean-Marie (* 1959), französischer Geistlicher, römisch-katholischer Weihbischof in Bordeaux
- Le Vigan, Robert (1900–1972), französischer Filmschauspieler
- le Viseur, Hilde (1910–1999), deutsche Hürdenläuferin
- Le Vita, David (1906–2006), amerikanischer Musikwissenschaftler, Pianist und Musikpädagoge
- Le Vot, François (* 1970), französischer Kunstflugpilot

### Le W
- Le Waitte, Antoine (1600–1677), römisch-katholischer Geistlicher, Zisterzienser, Abt zweier Klöster, Theologe und Autor

### Le,
- Le, Aaron (* 1982), deutsch-vietnamesischer Schauspieler, Synchronsprecher und PolizistAaron Le (* 1982)

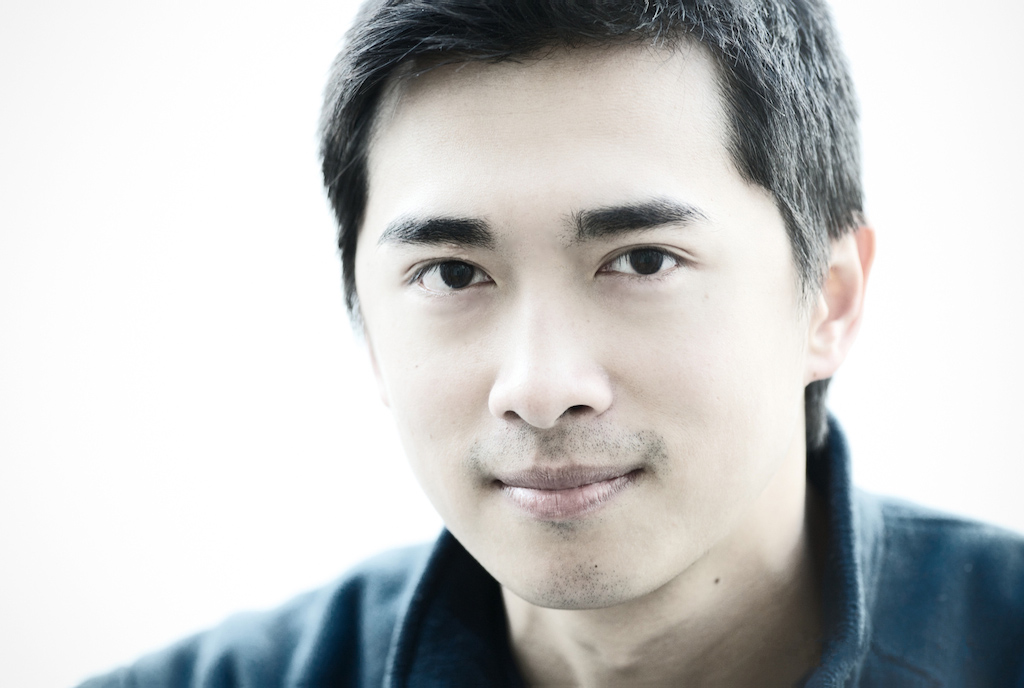
Aaron Le (* 1982)

- Le, Alexandra (* 2004), kasachische Sportschützin
- Le, Andy (* 1991), US-amerikanischer Kampfkünstler, Schauspieler und Stuntman
- Le, Brian (* 1993), US-amerikanischer Kampfkünstler, Schauspieler und Stuntman
- Le, Chi (* 1987), deutsche Schauspielerin
- Lê, Công Vinh (* 1985), vietnamesischer Fußballspieler
- Le, Cung (* 1972), vietnamesischer Schauspieler und Kampfsportler
- Lê, Dinh Q. (1968–2024), vietnamesisch-amerikanischer Fotograf und Installationskünstler
- Lê, Đức Anh (1920–2019), vietnamesischer General und Politiker
- Lê, Đức Phát (* 1998), vietnamesischer Badmintonspieler
- Lê, Đức Thọ (1911–1990), vietnamesischer Politiker
- Le, Duy-Loan (* 1962), US-amerikanische Ingenieurin
- Lé, Francesca (* 1970), US-amerikanische Pornodarstellerin
- Lê, Hà Anh (* 1991), vietnamesischer Badmintonspieler
- Le, Hiep Thi († 2017), vietnamesisch-amerikanische Schauspielerin
- Lê, Hồng Phong (1902–1942), vietnamesischer kommunistischer Parteikader
- Le, Iwan (1895–1978), ukrainisch-sowjetischer Schriftsteller
- Lê, Linda (1963–2022), vietnamesisch-französische Schriftstellerin
- Lê, Lương Minh (* 1952), vietnamesischer Politiker und Diplomat
- Le, Maosheng (* 1978), chinesischer Gewichtheber
- Lê, Minh Hương (1936–2004), vietnamesischer Politiker und Generaloberst
- Le, Nam (* 1980), US-amerikanischer Pokerspieler
- Lê, Nguyên (* 1959), französischer Jazz-Gitarrist und Komponist
- Le, Nhi (* 1995), deutsche Journalistin, Speakerin, Moderatorin und AutorinNhi Le (* 1995)

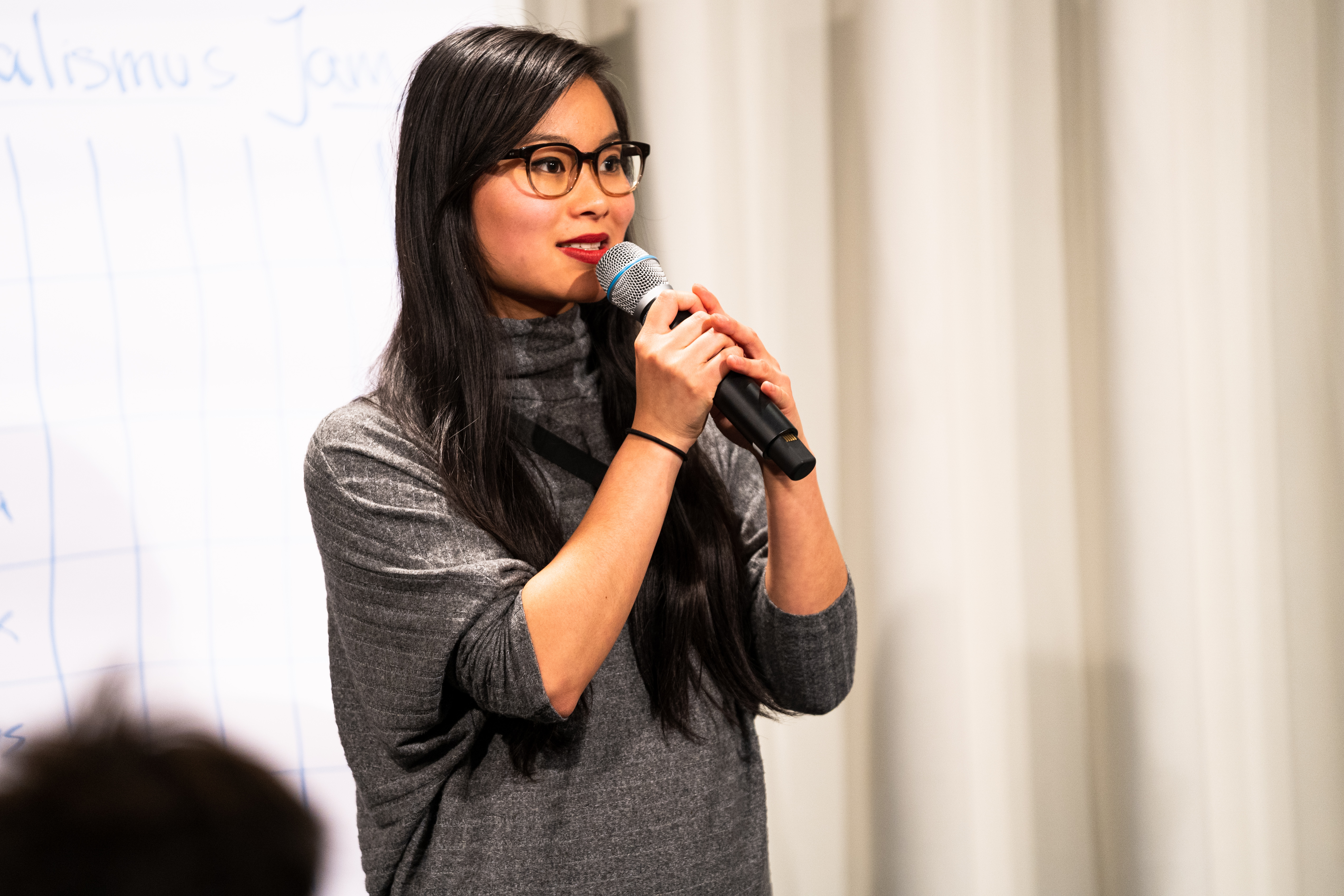
Nhi Le (* 1995)

- Lê, Peter Tấn Lợi (* 1970), vietnamesischer römisch-katholischer Geistlicher, Bischof von Cần Thơ
- Lê, Quang Liêm (* 1991), vietnamesischer Schachgroßmeister
- Lê, Quý Đôn (1726–1784), vietnamesischer Intellektueller und Mandarin
- Lê, Sáng (1920–2010), vietnamesischer Kampfkünstler
- Lê, Tấn Tài (* 1984), vietnamesischer Fußballspieler
- Lê, Thành Khôi (1923–2025), vietnamesisch-französischer Bildungswissenschaftler und Hochschullehrer
- Lê, Thanh Nghị (1911–1989), vietnamesischer Politiker
- Lê, Thánh Tông (1442–1497), vietnamesischer Kaiser, fünfter Kaiser der Lễ-Dynastie
- Lê, Thị Diễm My (* 1996), vietnamesische Fußballtorspielerin
- Lê, Thị Ly (* 1993), vietnamesische Fußballschiedsrichterin
- Lê, Thị Mộng Tuyền (* 1990), vietnamesische Leichtathletin
- Lê, Thị Thanh Nhàn (* 1970), vietnamesische Mathematikerin und Hochschullehrerin
- Lê, Thị Thu Thủy (* 1974), Geschäftsführerin des vietnamesischen Automobilherstellers VinFast
- Lê, Thiết Hùng (1908–1986), vietnamesischer General und Diplomat
- Lê, Thu Huyền (* 1994), vietnamesische Badmintonspielerin
- Le, Tommy, US-amerikanischer Pokerspieler
- Le, Tuan (* 1978), US-amerikanischer Pokerspieler
- Lê, Văn Tỵ (1904–1964), südvietnamesischer General

### Le-

#### Le-M
- Le-Mentzel, Van Bo (* 1977), deutscher Architekt laotischer HerkunftVan Bo Le-Mentzel (* 1977)

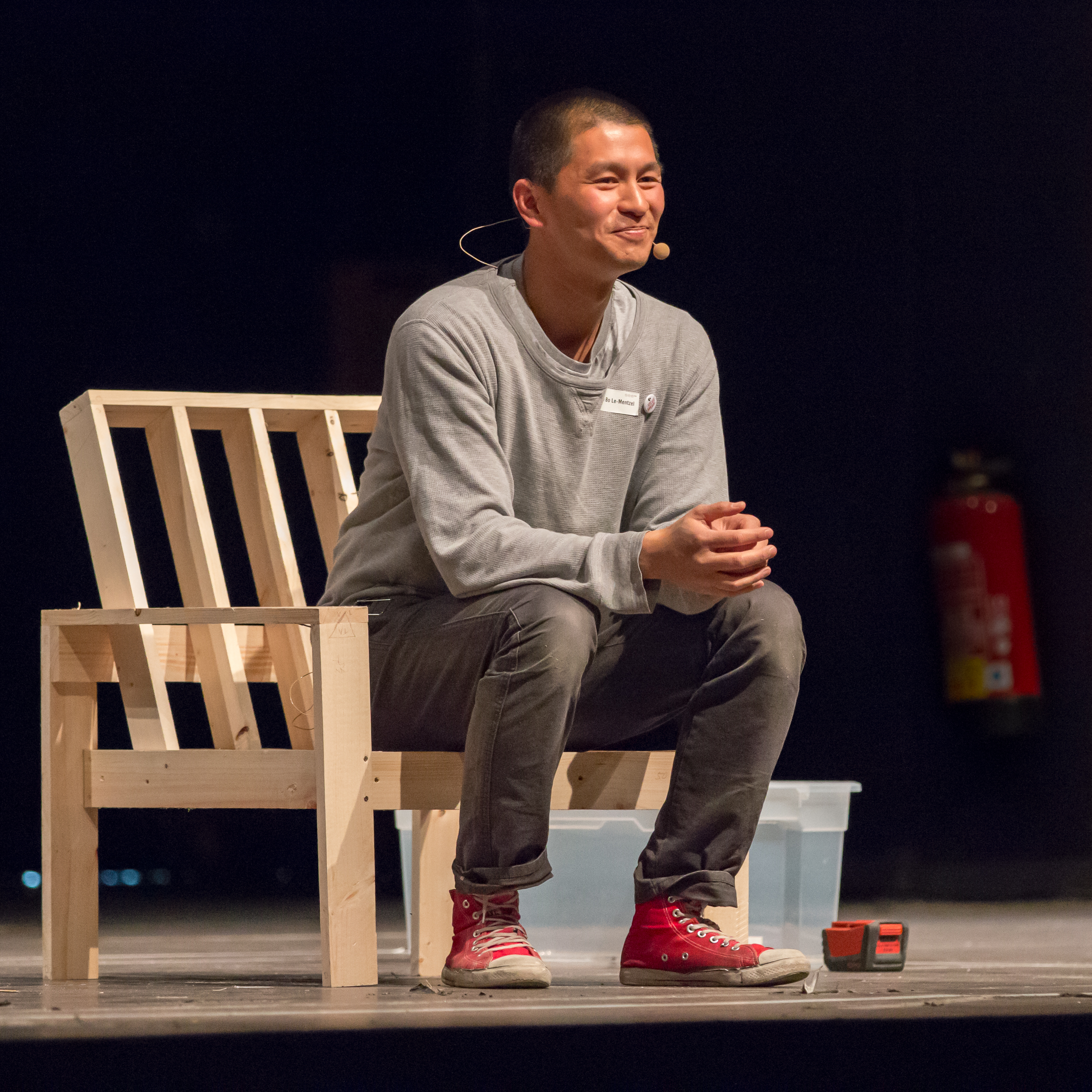
Van Bo Le-Mentzel (* 1977)

#### Le-R
- Le-Roy, Anastasia (* 1987), jamaikanische Sprinterin

### Le1f
- Le1f (* 1989), US-amerikanischer Rapper